# Ludwig XIV.

Ludwig XIV. im Krönungsornat, Porträt von Hyacinthe Rigaud (1701; Musée du Louvre)

Doppelwappen der Bourbonen als Könige von Frankreich und Navarra

Ludwig XIV., französisch Louis XIV (* 5. September 1638 in Schloss Saint-Germain-en-Laye; † 1. September 1715 in Schloss Versailles), war ein französischer Prinz aus dem Haus Bourbon und von 1643 bis zu seinem Tod König von Frankreich und Navarra sowie Kofürst von Andorra.
Bereits im Alter von vier Jahren wurde Ludwig XIV. offiziell König; er stand jedoch zunächst unter der Vormundschaft seiner Mutter Anna von Österreich und übte erst nach dem Tod des „Leitenden Ministers“ Jules Mazarin ab 1661 persönlich die Regierungsgewalt aus. Ludwig sicherte dem französischen Königtum die absolute Macht durch den Ausbau der Verwaltung und der Armee, die Bekämpfung der adeligen Opposition (Fronde) sowie die Förderung eines merkantilistischen Wirtschaftssystems. Innenpolitisch rückte er den katholischen Glauben wieder in den Mittelpunkt (la France toute catholique) und widerrief im Edikt von Fontainebleau (18. Oktober 1685) die religiösen und bürgerlichen Rechte der Hugenotten. Gleichzeitig versuchte Ludwig die katholische Kirche in Frankreich dem weltlichen Einfluss des Papsttums zu entziehen (Gallikanismus). Durch eine expansive Außenpolitik und mehrere Kriege (Holländischer Krieg, Pfälzischer Erbfolgekrieg, Spanischer Erbfolgekrieg) löste Ludwig sein Land aus der habsburgischen Umklammerung und festigte Frankreichs Stellung als dominierende Großmacht in Europa.
Ludwig XIV. gilt als wichtigster Vertreter des höfischen Absolutismus und Gottesgnadentums. Die von ihm etablierte Hofkultur, deren zentrales Symbol die herausragende Stellung und das prunkvolle Auftreten des Königs war, wurde zum Vorbild für Höfe in ganz Europa. Ludwig förderte Kunst und Wissenschaft, was eine Blütezeit der französischen Kultur zur Folge hatte, die sich in der Literatur in der französischen Klassik und in der Kunstgeschichte bzw. der Architekturgeschichte im Stil Louis-quatorze und im klassizistischen Barock ausdrückte. Bestes Beispiel hierfür ist das von Ludwig erbaute Schloss Versailles, das als Höhepunkt der europäischen Palastarchitektur gilt.
Seine Herrschaft markierte eine Blütezeit der Kunst in Frankreich, insbesondere der Literatur, Architektur und Musik. Bekannte Vertreter dieser Zeit sind Lully, Charpentier, Couperin, Molière, Corneille, La Fontaine, Racine, Boileau, Le Vau, Mansart und Le Nôtre, weshalb das 17. Jahrhundert oft als Grand Siècle (Großes Jahrhundert) beschrieben wird.
Ludwig XIV. erhielt die Beinamen „Sonnenkönig“ (Roi-Soleil) oder „der Große“ (Louis le grand). Als er am 1. September 1715 nach 72-jähriger Regentschaft starb, war er einer der am längsten herrschenden Monarchen der neuzeitlichen Geschichte.

## Überblick

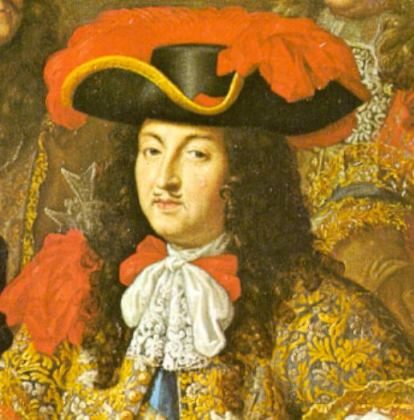
Ludwig XIV. 1667 auf einem Gemälde von Henri Testelin (Ausschnitt)

Die Geburt Ludwigs XIV. im Schloss Saint-Germain-en-Laye erschien vielen als glückliches Ereignis, denn 23 Jahre lang war die Ehe seiner Eltern Ludwig XIII. und Anna von Österreich ohne Nachkommen geblieben. Durch seine Geburt wurde die befürchtete Thronfolge von Gaston d’Orléans zurückgestellt. Aus Dankbarkeit erhielt der Neugeborene den Beinamen der „Gottgegebene“ (Dieudonné). Sein Bruder, Herzog Philipp I. d’Orléans, wurde 1640 geboren und starb 1701.
Schon als Vierjähriger wurde Ludwig am 14. Mai 1643 als König inthronisiert. Er lebte aber bis zu seinem dreizehnten Lebensjahr (1651) unter der Regentschaft seiner Mutter Anna von Österreich. Die tatsächliche Macht übte in dieser Zeit der „regierende Minister“ Kardinal Jules Mazarin aus. Mazarin bereitete Ludwig zielgerichtet auf seine Rolle als absolutistischer Herrscher vor. Schritt für Schritt wurde der junge König an der Macht beteiligt und teilte sich schließlich die Verantwortung mit Mazarin. Durch die außenpolitischen Erfolge der Minister-Kardinäle Richelieu und Mazarin politisch gestärkt, entfaltete Ludwig das absolutistische Königtum hochbarocker Prägung in Frankreich, mit einem Hofleben, das ganz auf die Person des Herrschers zugeschnitten war. Nach dem Westfälischen Frieden am Ende des Dreißigjährigen Krieges 1648 und dem Pyrenäenfrieden mit Spanien 1659 war Frankreich die politische und militärische Vormacht in Europa. Unterstützt von Ministern wie Colbert, Louvois, Lionne und dem Kanzler Séguier konzentrierte er den staatlichen Machtapparat und erweiterte die militärischen, institutionellen und materiellen Machtgrundlagen der französischen Monarchie. Zumindest finanziell negativ wirkten sich die Hugenotten-Verfolgung und der Spanische Erbfolgekrieg aus. Letzterer führte durch die Härte der Kämpfe im Jahr 1713 fast zu einem Staatsbankrott, der nur durch eine Finanzreform und massive Einsparungen abgewendet wurde.
Im Jahr 1660 heiratete Ludwig Maria Teresa von Spanien. Nach deren Tod (1683) heiratete er in morganatischer Ehe insgeheim die Marquise de Maintenon. Ludwig überlebte seinen Sohn Louis, le Grand Dauphin, und seinen ältesten Enkel Louis de Bourgogne und starb am 1. September 1715. Erst sein Urenkel folgte ihm als Ludwig XV. auf den Thron nach. Der Leichnam Ludwigs XIV. wurde durch den Chirurgen Pierre Dionis (1643–1718) mittels Gerbsäure in Pulverform konserviert und in der von ihm geschaffenen „Krypta der Bourbonen“ in der Abtei von Saint-Denis beigesetzt. Bei der Plünderung der Königsgräber von Saint-Denis im Jahr 1793 wurde sein sehr gut erhaltener Körper mit denen anderer Könige durch die Revolutionäre „profaniert“ und sogar kurzzeitig in eine Grube geworfen. Sein einbalsamiertes Herz wurde 1715 in der Jesuitenkirche Saint-Paul-Saint-Louis in der Rue St. Antoine in Paris bestattet. In der Restaurationszeit wurde es, wie alle Herzbestattungen der Angehörigen des Königshauses, in die Abtei von Saint-Denis überführt, wo es sich bis heute in der wiederhergestellten Grablege der französischen Könige in der Krypta befindet.

## Herrschaft

### Geburt

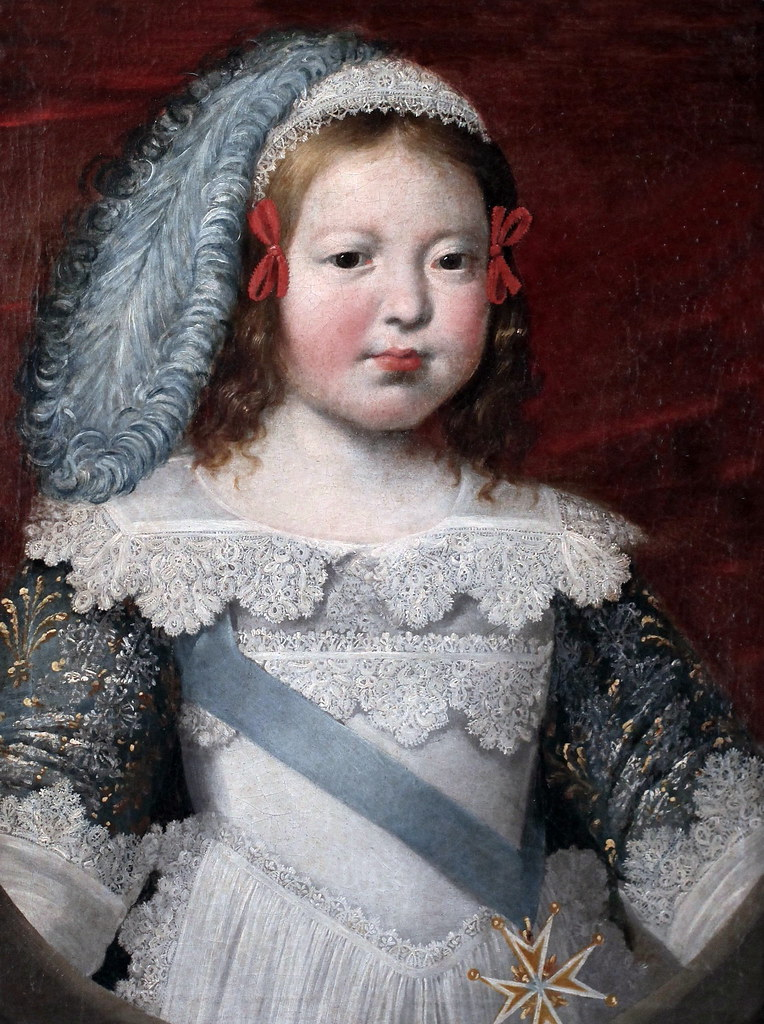
Ludwig als Dauphin, Porträt von Philippe de Champaigne (um 1642)

Louis de Bourbon wurde am 5. September 1638 gegen 11 Uhr vormittags auf Schloss Saint-Germain-en-Laye geboren. Die Geburt wurde von den Zeitgenossen als freudiges Ereignis wahrgenommen, denn 23 Jahre lang war die Ehe seiner Eltern Ludwig XIII. und Anna von Österreich ohne Nachkommen geblieben. Nach mehreren Fehlgeburten hatte sich das Paar entfremdet und die streng gläubige Anna führte die Geburt des lang ersehnten Kronprinzen (Dauphin) auf das Wirken des Hl. Fiacrius zurück, weshalb der Neugeborene den Beinamen Dieudonné (der Gottgegebene) erhielt. Im Jahr 1640 folgte mit der Geburt Philipps ein zweiter Sohn. Die späte Geburt zweier Söhne sicherte den dynastischen Fortbestand der Bourbonen und eine Thronfolge Gastons d’Orléans wurde hinfällig. Doch die Ehe zwischen Ludwig und Anna blieb unglücklich, da der König Zweifel an der Abstammung seiner Kinder hegte und seiner Frau vorwarf, den Thronfolger gegen ihn einzunehmen.

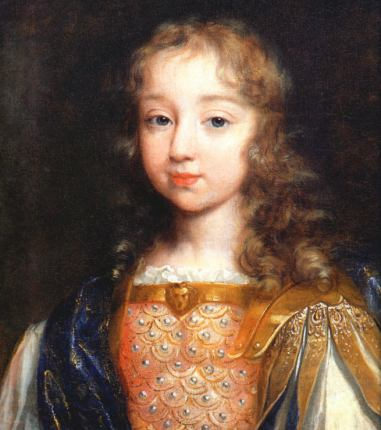
Ludwig XIV. etwa zehn Jahre alt, Porträt von Philippe de Champaigne

Ludwig XIII. starb am 14. Mai 1643 und der erst vierjährige Dauphin wurde als Ludwig XIV. offiziell zum neuen König proklamiert. Für den minderjährigen Nachfolger übernahm ein Regentschaftsrat unter Anna von Österreich die Regierung, die eigentliche Entscheidungsgewalt lag bei Kardinal Jules Mazarin. Dieser hatte bereits unter dem Vater als Leitender Minister die Staatsgeschäfte geführt und war Taufpate des jungen Königs.

### Erziehung

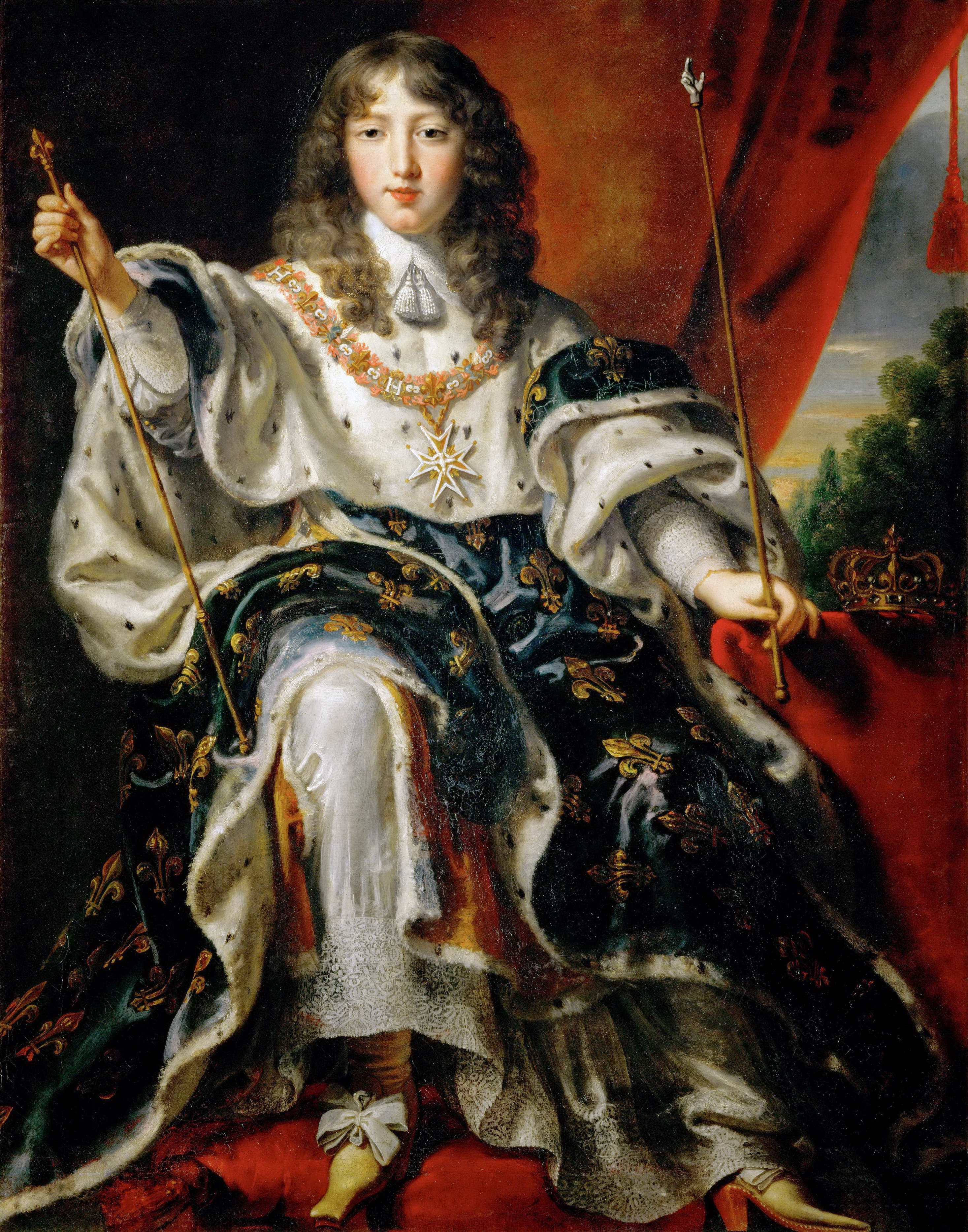
Ludwig XIV. als Zehnjähriger, Gemälde von Justus van Egmont (1648)

Die Erziehung Ludwigs und seines jüngeren Bruders Philipp unterstand bis zum fünften Lebensjahr den beiden Gouvernanten Françoise de Lansac und Marie-Catherine de Senecey. Dem Zeitgeist entsprechend kleidete man die beiden Prinzen als Kleinkinder wie Mädchen und begann erst ab dem sechsten Lebensjahr mit einer geschlechtsspezifischen Erziehung.
Kardinal Mazarin achtete auf eine umfassende Ausbildung des jungen Monarchen und bestimmte im Jahr 1646 den Offizier Nicolas de Neufville, duc de Villeroy zum Erzieher. Da Mazarin die Gefahren eines starken Bruders des Königs erkannte – ihm waren die Machtansprüche der Brüder Ludwigs XIII. noch allgegenwärtig –, soll er dafür gesorgt haben, dass Philipp keine Erziehung als potentieller Thronanwärter erhielt. Mitschüler und Spielgefährte Ludwigs war der Sohn seines Erziehers François de Neufville, duc de Villeroy. Unterrichtet wurden die beiden von dem Geistlichen Hardouin de Péréfixe de Beaumont und ab 1652 von dem Philosophen François de La Mothe le Vayer. Lerninhalt waren Fremdsprachen (Latein und Italienisch), Religion, Geschichte, Mathematik und Militärwissenschaften. Reiten und Fechten erweiterten das Ausbildungsprogramm, das in künstlerischen Inhalten (Malerei, Zeichnen, Architektur, Tanz und Musik) seine Vollendung fand. Mazarin persönlich führte Ludwig in die Kunst des Regierens und die Lenkung der Staatsgeschäfte ein und gab ihm eine Vorstellung von der Macht der Symbolik. Seine Mutter vermittelte ihm das Bewusstsein, von Gott zum Herrscher auserwählt worden zu sein (Gottesgnadentum), woraus sich der unumschränkte Machtanspruch des französischen Monarchen ableitete.

### Regentschaft der Mutter und Mazarins

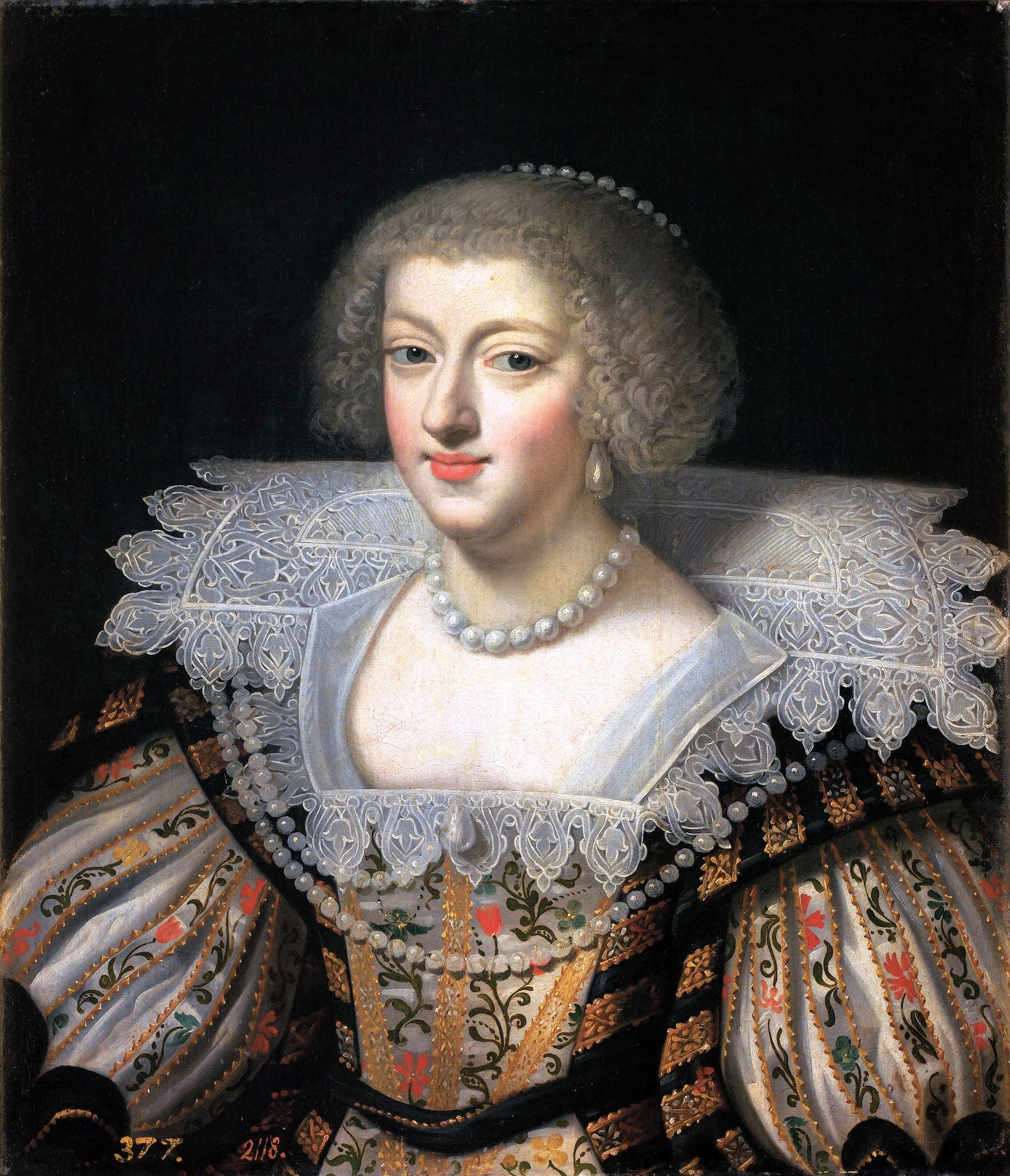
Anna von Österreich, anonymes Porträt (Museo del Prado, Madrid)

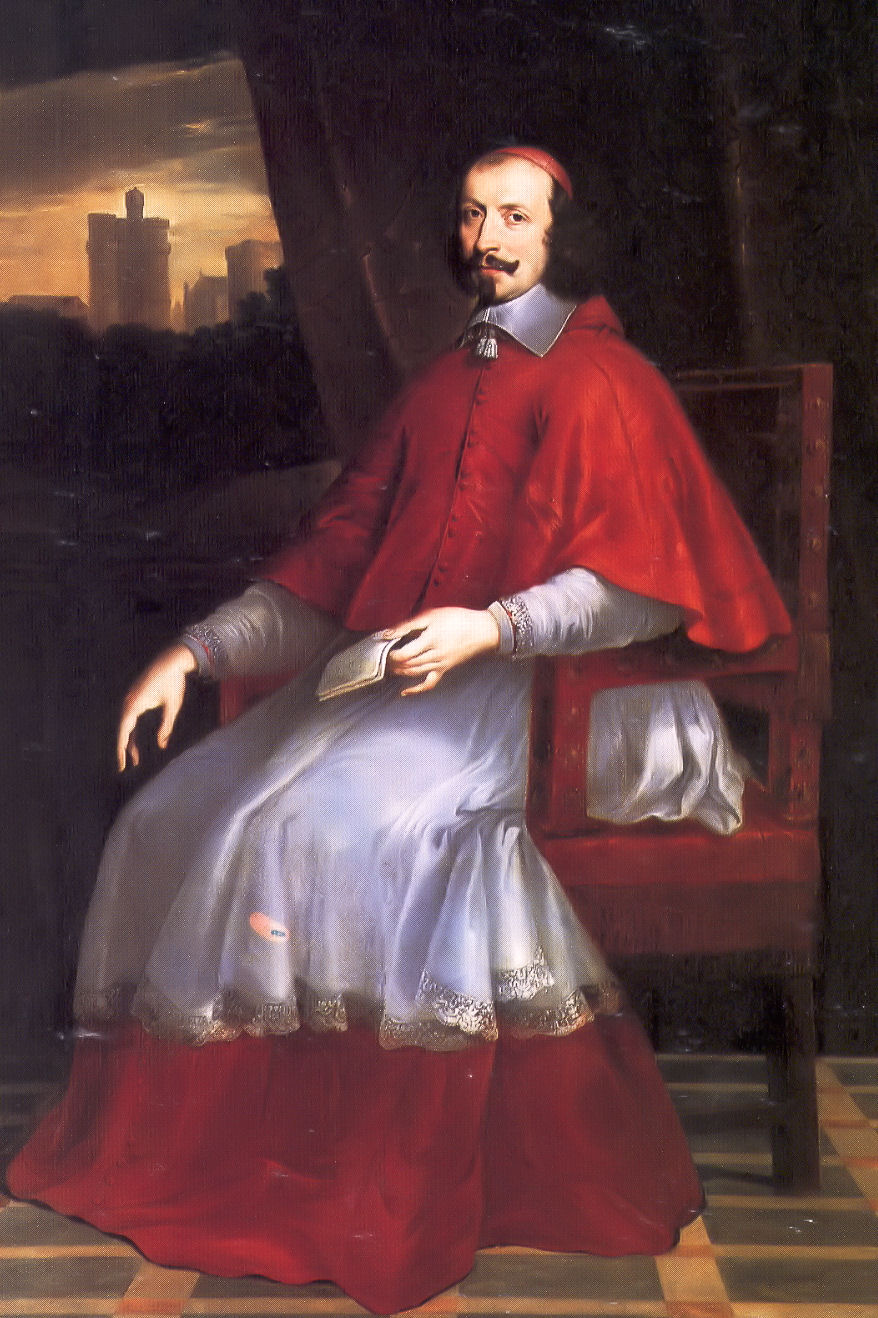
Kardinal Jules Mazarin, Porträt von Philippe de Champaigne (Musée Condé, Chantilly)

Im Jahr 1635 war Frankreich an der Seite Schwedens in den Dreißigjährigen Krieg eingetreten, mit dem Hauptziel, das Haus Habsburg zu schwächen. Frankreichs Armeen kämpften nun sowohl gegen den römisch-deutschen Kaiser und dessen Verbündete im Reich als auch gegen den spanischen König. Die französischen Armeen waren militärisch erfolgreich; gleichwohl belastete der Konflikt die Staatsfinanzen erheblich. Innenpolitisch sah sich Anna einer heftigen Opposition gegenüber, denn die städtischen Gerichtshöfe und Prinzen misstrauten ihrer Regierung. Dem stellte sich Kardinal Mazarin entgegen. Anna entpuppte sich jedoch als völlig anders als erwartet. Die Königin, als spanische Habsburgerin am französischen Hof zunächst verschmäht, wurde selbst zu einer überzeugten Französin. Sie duldete weder Favoriten noch die Schmälerung der königlichen Autorität im Staate. Ihre Generäle wies sie an, die Kämpfe mit unverminderter Härte voranzutreiben. Mazarin leitete die Staatsgeschäfte und führte die absolutistische Politik Kardinal Richelieus fort, indem er die Zentralisierung der Staatsgewalt in der Person des Königs mit aller Macht betrieb.
Mit der Unterzeichnung der Friedensverträge zu Münster und Osnabrück (1648) ging Frankreich als größter Profiteur des Dreißigjährigen Krieges hervor. Erhebliche Truppenteile konnten gegen Spanien eingesetzt werden. Doch brach im gleichen Jahr in Frankreich die Fronde (1648–1653) aus, ein offener Bürgerkrieg des Pariser Parlaments und der Prinzen gegen die Politik des königlichen Absolutismus. Als Möglichkeit zur Revolte diente die Minderjährigkeit Ludwigs. Die Frondeure gaben vor, gegen die negativen Einflüsse des Leitenden Ministers Mazarin zu kämpfen. Dieser wurde als Italiener allgemein wenig geschätzt; insbesondere die königlichen Prinzen nahmen ihm übel, dass er sie konsequent von jeder politischen Macht ausschloss. Die Parlamente (Oberste Gerichtshöfe) hingegen wurden vom Englischen Bürgerkrieg beeinflusst und sahen eine Chance, ihre Privilegien gegenüber der Krone auszubauen.
Die Fronde scheiterte im Jahr 1652, doch sollten die Unruhen noch bis zum Jahr 1654 anhalten. Ludwig XIV. wurde im Jahr 1651 für volljährig erklärt, womit die Regentschaft seiner Mutter offiziell endete. Der König – noch zu jung zur Regierung – übertrug erwartungsgemäß die Macht an Mazarin und nicht an einen Prinzen aus dem Königshaus. Am 7. Juni 1654 erfolgte die Krönung und Salbung des Königs in der Kathedrale von Reims, womit die Ordnung im Königreich, für jeden ersichtlich, wiederhergestellt war. Die Krönung des Königs sollte für die Menschen bewusst als Symbol für Kontinuität und den Schutz Gottes über den König stehen.
Während des Bürgerkriegs kam der Kampf mit Spanien zum Erliegen, die Frondeure bekamen überdies Unterstützung von den Spaniern. Nachdem wieder innerer Friede herrschte, konnte Frankreich seine Kräfte gegen Spanien bündeln und erzielte Erfolge durch Angriffe auf die Spanischen Niederlande. Im Jahr 1657 gelang es Mazarin, das republikanische England unter Oliver Cromwell in einem Geheimvertrag zum Bundesgenossen gegen die Spanier zu gewinnen. Spanien sah sich gezwungen, den Frieden zu suchen. König Philipp IV. bot Ludwig die Hand seiner ältesten Tochter, der Infantin Maria Teresa von Spanien, an. Zwei Jahre später trafen beide Monarchen auf der Fasaneninsel, zwischen Frankreich und Spanien, zusammen und unterzeichneten den Pyrenäenfrieden. Frankreich erwarb das Roussillon nördlich der Pyrenäen und bekam von den Spanischen Niederlanden ein Großteil des Artois sowie weitere Grenzfestungen. Die Infantin verzichtete auf ihr Erbrecht an der spanischen Krone gegen eine Mitgift von 500.000 Écu, eine für die Spanier unerschwingliche Summe, die nicht ausgezahlt werden konnte. Dadurch blieb Maria Teresa älteste erbberechtigte Tochter des spanischen Königshauses. Die Heirat zwischen Ludwig XIV. und Maria Teresa (einer Cousine ersten Grades) fand am 9. Juni 1660 in Saint-Jean-de-Luz statt. Am 1. November 1661 wurde Dauphin Louis geboren.

### Die Alleinherrschaft

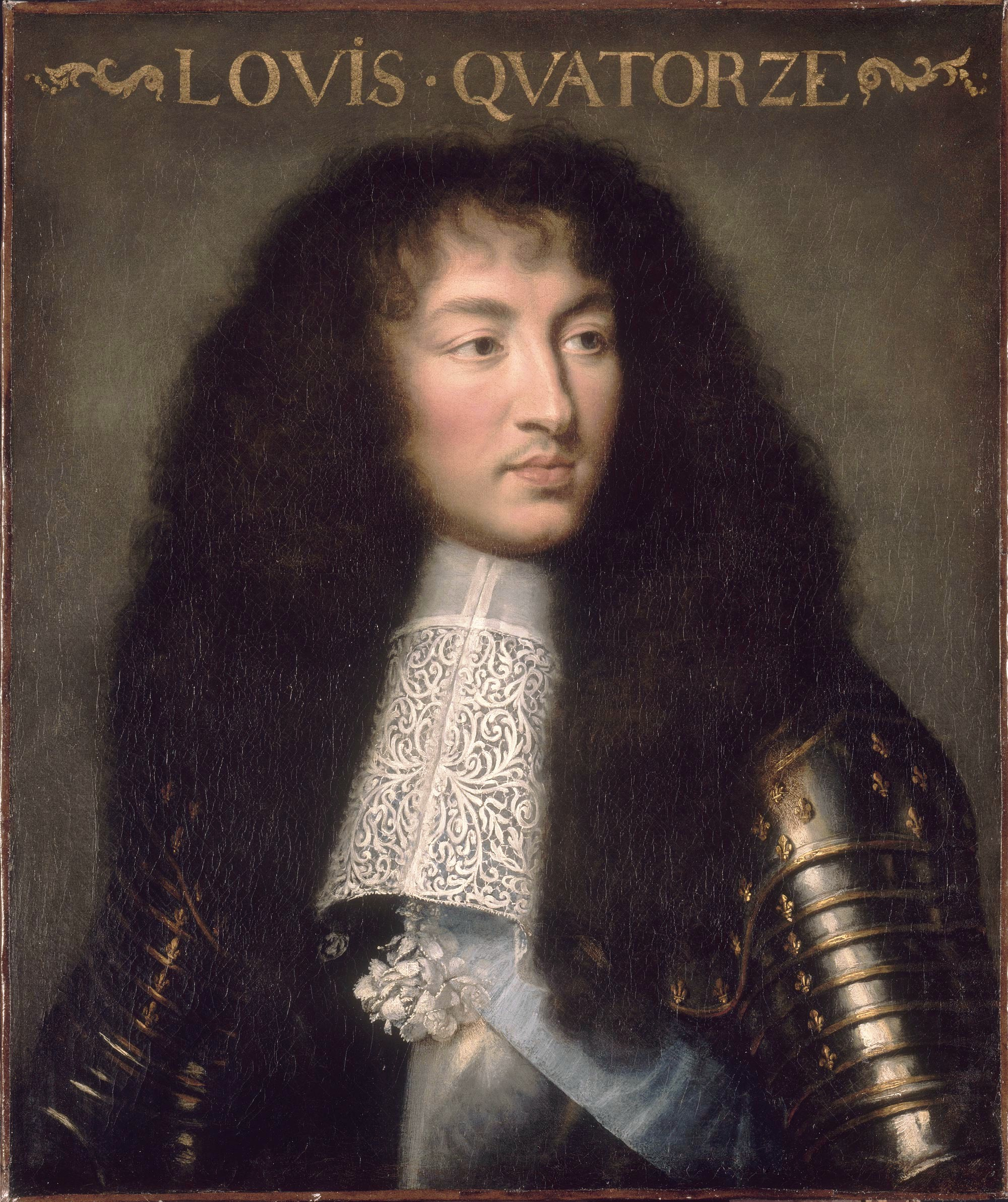
Ludwig XIV., Charles Le Brun zugeschriebenes Porträt (um 1661; Schloss Versailles)

Seit Ludwigs Kindheit führte Kardinal Mazarin die Geschäfte für den König. Der Leitende Minister galt als ein außerordentliches Talent in der Politik und unterrichtete daher selbst den König in der Kunst der Staatsführung. Ludwig XIV. bekam so eine solide und sehr umfassende Ausbildung in Staatsangelegenheiten, Recht, Geschichte und Militärstrategie, aber auch in diversen Sprachen und Wissenschaften.
Als Mazarin am 9. März 1661 starb, verkündete der 22-jährige König dem Staatsrat, dass er keinen Leitenden Minister mehr einsetzen, sondern die Regierungsgeschäfte in eigener Regie führen werde. Diese Regierungsgrundsätze, heute auch als das absolutistische Kabinettsystem bezeichnet, hielt er im Jahr 1670 in seinen „Memoiren“ für seinen Nachfolger fest. Der Hof und die Minister waren zunächst irritiert, doch man meinte, es würde sich nur um eine kurze Phase handeln. Ludwig hingegen begann, die Regierung umzubilden und entließ einen Großteil des Staatsrats, selbst seine Mutter schloss er aus, so dass nur noch die wichtigsten drei Minister an den Ratssitzungen teilnahmen. Einer von diesen war Nicolas Fouquet, der Finanzminister. Nach einer Denunziation durch den ehrgeizigen Jean-Baptiste Colbert ließ Ludwig Fouquet wegen Korruption und Hochverrat verhaften und durch jenen ersetzen. Fouquet hatte Staatsgelder veruntreut und Befestigungen ohne Genehmigung des Königs bauen lassen. Letzteres interpretierte Ludwig als Vorbereitung einer Rebellion gegen seine Person. Mit der neuen Regierung wurde ein Reformprogramm beschlossen, dessen Ziele die Förderung von Wirtschaft und Wissenschaft, der massive Ausbau von Flotte und Armee und eine tiefgreifende Reformierung der Bürokratie war. Den Flottenbau betrieben maßgeblich Colbert und sein Sohn, der Marquis de Seignelay. Reform und Vergrößerung der Armee hingegen waren Hauptaufgabe des Ministers Le Tellier sowie dessen Sohns, des Marquis de Louvois. Ludwig schrieb selbst an seine Mutter: „Ich bin nicht der Gimpel, für den mich die Höflinge gehalten haben …“
Der junge Ludwig XIV. versuchte, Europa zu beeindrucken. Diese Gelegenheit bot sich ihm bereits im Jahr 1661 beim Londoner Kutschenstreit, in dessen Folge Spanien den Vorrang des Königs von Frankreich in ganz Europa anerkennen musste. Den europäischen Höfen wurde klar, dass Ludwig nicht die Absicht hatte, ein schwacher König zu sein. Im Jahr 1662 kam es zur Defensivallianz zwischen Frankreich und Holland; kurz darauf kaufte Ludwig XIV. vom englischen König Karl II. die Stadt Dünkirchen. Doch der König wollte alle Welt nicht nur politisch überraschen, sondern auch seine Macht und seinen Reichtum zur Schau stellen. Dies ging am besten durch prächtige, für den Barock typische Hoffeste. Daher fand im Jahr 1664 das Fest Die Freuden der verzauberten Insel (Plaisirs de l’Île enchantée) statt. Europas Fürsten waren verblüfft und erstaunt über den Luxus dieser Vergnügungen und begannen zunehmend, den Lebensstil des französischen Monarchen nachzuahmen. Die Legende des „Sonnenkönigs“ nahm hier ihren Anfang.
Im Jahr 1665 starb sein Onkel und Schwiegervater Philipp IV. von Spanien und Ludwig machte zum ersten Mal das Erbrecht seiner Gemahlin geltend. Er forderte auf Grundlage des brabantischen Devolutionsrechts einen Erbteil für Frankreich, nach welchem Töchter aus erster Ehe ein vorrangiges Erbrecht haben. In Spanien saß mit Karl II. ein Kind auf dem Thron, die Regentschaft führte dessen Mutter, Maria Anna von Österreich. Die Regentin wies die französischen Forderungen zurück, und Ludwig bereitete einen Krieg vor, der im Jahr 1667 ausbrach und bis ins Jahr darauf andauerte (Devolutionskrieg). Die Armeereformen des Königs waren bereits weit vorangeschritten. Er hatte mit einem stehenden Heer, wie zuvor der französische König Karl VII., ein Novum im neuzeitlichen Frankreich eingeführt: Berufssoldaten, die ständig bereitstanden, streng ausgebildet und diszipliniert, sowie regelmäßig bezahlt und versorgt wurden. Es marschierte eine Armee von 70.000 Mann in die Spanischen Niederlande ein und annektierte danach die Franche-Comté. Spanien sah sich vor vollendete Tatsachen gestellt und hatte keine Mittel zur Gegenwehr. Der Sieg schien uneingeschränkt zu sein, doch fühlte sich nun Frankreichs Alliierter Holland von der Präsenz französischer Truppen bedroht. Die holländischen Generalstaaten verbündeten sich im Jahr 1668 mit England und Schweden zur Tripelallianz gegen Ludwig XIV., um so die Friedensverhandlungen zu beschleunigen. Dieser sah sich nun gezwungen, bei den Verhandlungen in Aachen Abstriche von seinen Forderungen zu machen. Durch den Frieden von Aachen behielt Frankreich große Teile im Westen der Spanischen Niederlande, musste jedoch die Franche-Comté wieder herausgeben. Ludwig XIV. konnte nicht verzeihen, dass ihm sein ehemaliger Alliierter in den Rücken gefallen war, denn er war bisher immer größter Förderer der Niederlande gewesen und hatte noch 1666 zu deren Gunsten im Zweiten Englisch-Niederländischen Seekrieg militärisch interveniert. Er warf den Generalstaaten offen Undankbarkeit und sogar Verrat vor. Dies hielt ihn aber nicht davon ab, noch im selben Jahr das Grand Divertissement Royal in Versailles zu feiern, als Zeichen seines Triumphes.

### Der Kampf gegen die Niederlande

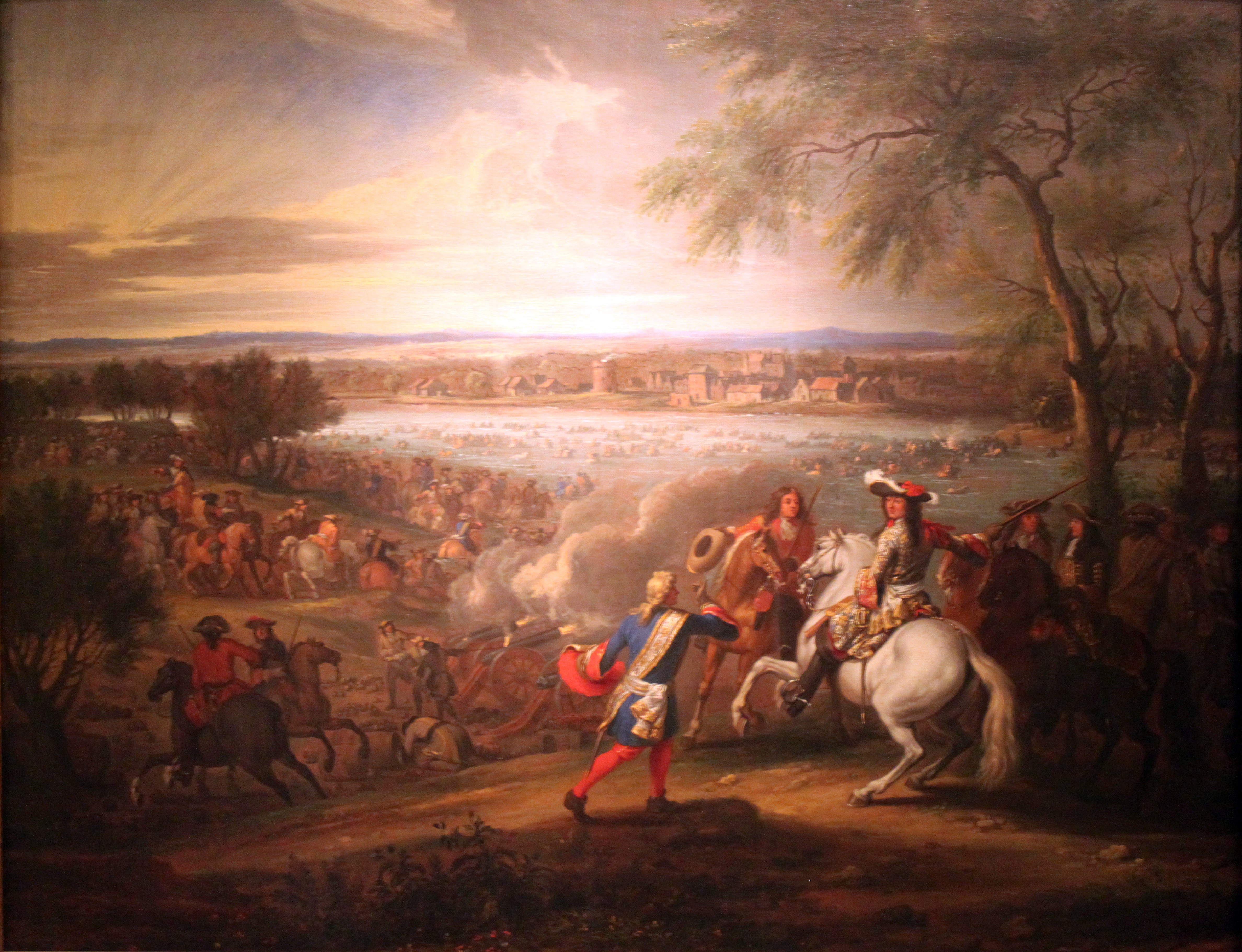
Ludwig XIV. überquert den Rhein bei Lobith am 12. Juni 1672, Gemälde von Adam Frans van der Meulen (1680; Deutsches Historisches Museum, Berlin)

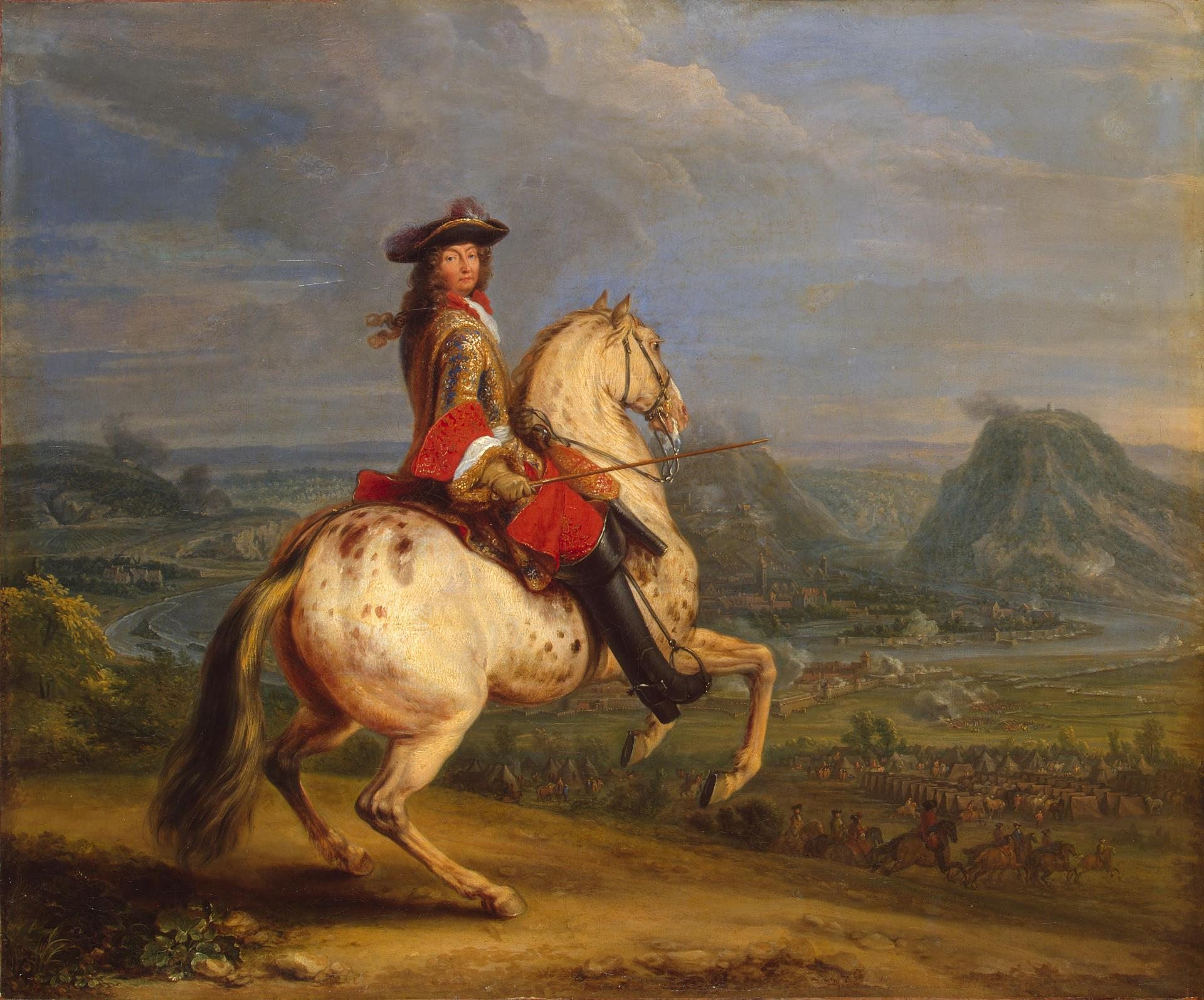
Ludwig XIV. bei der Einnahme von Besançon im Jahr 1674 (Eremitage, Sankt Petersburg)

Ludwig XIV. hatte nun zwei politische Ziele: Erstens Holland zu bestrafen und zweitens die Grenzen zu begradigen, was nichts anderes hieß, als weitere Teile Spaniens zu erobern. Zuerst zerstörte er die Tripelallianz, indem er 1670 mit seinem Cousin Karl II. von England im Vertrag von Dover ein Offensivbündnis einging und dann Schweden hohe Subsidien für eine Allianz zahlte. Danach annektierte Frankreich das Herzogtum Lothringen und schloss zahlreiche Bündnis- und Neutralitätsabkommen mit benachbarten Fürsten. Schließlich war Holland außenpolitisch und militärisch vollständig isoliert. 1672 erklärten Frankreich und England den Krieg gegen Holland, der Holländische Krieg (1672–1678) begann. Ludwig ließ 120.000 Mann die Grenzen zu den Vereinigten Provinzen der Niederlande überschreiten. Sein Ziel war nicht, Holland zu annektieren, sondern er wollte nur ein Exempel statuieren und Handelsvorteile erzwingen. Eigentliches Ziel war die Bedrohung Spaniens. Französische Truppen nahmen immer mehr Gebiete ein, die Holländer verloren den Kampf und nur die Öffnung der Deiche und die völlige Überflutung breiter Landschaften rettete sie vor der totalen militärischen Niederlage. In dieser Situation wurde Johan de Witt durch Wilhelm III. Prinz von Oranien als Generalstatthalter der Provinzen abgelöst. Dieser ging unverzüglich ein Bündnis mit Spanien und dem römisch-deutschen Kaiser Leopold I. ein. Damit hatte Ludwig XIV. auch sein zweites politisches Ziel erreicht: Spanien und der römisch-deutsche Kaiser erklärten freiwillig den Krieg. Im Jahr 1673 führte er persönlich die französischen Truppen bei der Belagerung von Maastricht. Nach dem Abzug seiner Truppen aus Holland konnte Ludwig seine Armeen nun gegen Spanier und Kaiserliche verwenden. 1674 annektierte er erneut die Franche-Comté, England schied jedoch aus dem Krieg aus. Zur Feier der Siege veranstaltete der König sein drittes berühmtes Fest, das Fest von Versailles. Die Kämpfe zogen sich noch bis 1678 hin, verliefen jedoch höchst erfolgreich für Frankreich. Ludwig hielt während des Krieges 280.000 Mann unter Waffen. Dieser Übermacht und der Kampfstärke der französischen Truppen waren die alliierten Streitkräfte nicht gewachsen, weswegen Frankreich den Holländischen Krieg schließlich gewann. 1678/79 wurde der Friede von Nimwegen geschlossen. Frankreich behielt dabei fast vollständig seine Eroberungen gegen Spanien und im Heiligen Römischen Reich. Der Einfluss und die Dominanz Ludwigs XIV. in Europa verstärkten sich weiter. Trotzdem war der König unzufrieden, da die beabsichtigten Grenzbegradigungen nicht vollständig erreicht wurden. So entließ er 1679 seinen Außenminister, den Marquis de Pomponne, und ersetzte ihn durch Colberts talentierten Bruder Charles Colbert de Croissy. Zur Sicherung der Grenzen begann Ludwig mit dem Ausbau des französischen Festungsgürtels. Der Festungsbaumeister Sébastien le Prestre de Vauban umgab das Königreich mit über 160 neugeschaffenen oder umgebauten Befestigungsanlagen, welche Frankreichs Territorien abriegeln sollten. Dazu gehörten Stadtgründungen wie Saarlouis und Neuf-Brisach, letzteres stellt noch heute ein besonders anschauliches Beispiel für diese Festungsstädte dar.
Nach dem erfolgreichen Krieg löste Frankreich seine Armeen nicht auf, sondern behielt diese in voller Kampfstärke weiter unter Waffen. Ludwig benutzte sie zur Durchsetzung der Reunionen, wodurch er seine Eroberungen weiter ausbauen konnte. Zunächst annektierte er die restlichen Teile des Elsass, hier war insbesondere Straßburg sein Hauptziel, welches als Einfallstor für kaiserliche Truppen gedient hatte; es wurde im Jahr 1681 eingenommen. In diesen Jahren wurde auch die Grafschaft Saarbrücken und das Herzogtum Pfalz-Zweibrücken besetzt und in die französische Province de la Sarre umgewandelt. 1683 griffen Truppen Ludwigs XIV. die östlichen Teile der Spanischen Niederlande an und eroberten bis ins Jahr darauf die wichtige spanische Grenzfestung Luxemburg. Daneben erfolgte noch die Besetzung der unteren Schelde, wodurch große Teile Flanderns in französischen Besitz gerieten. Gegen diese offenen Aggressionen mitten im Frieden protestierte Spanien heftig und erklärte noch 1683 den Krieg. Doch kein anderer Staat war bereit, die Waffen gegen Frankreich zu richten, insbesondere war Kaiser Leopold I. durch die Zweite Wiener Türkenbelagerung gebunden. So musste Spanien umgehend um Frieden bitten. Ludwig handelte 1684 zu Regensburg mit Spanien, Kaiser und Reich einen zwanzigjährigen Waffenstillstand aus und erreichte so die vorläufige Anerkennung sämtlicher Reunionen. Dadurch hatte Ludwig XIV. mit keinerlei Gegenwehr mehr zu rechnen.

### Der Machtzenit

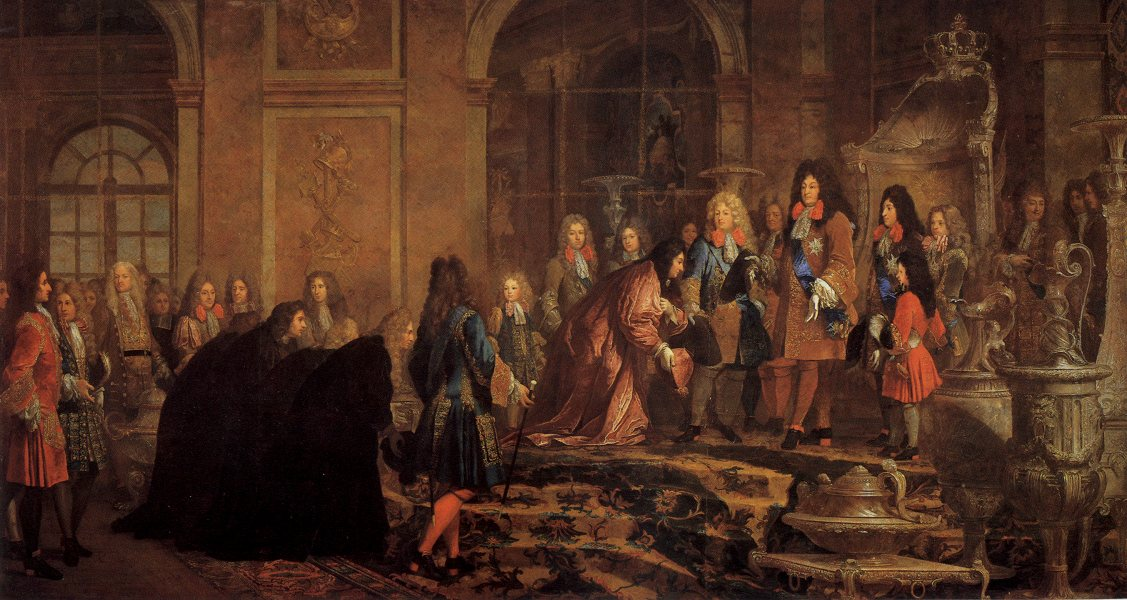
Der Empfang des Dogen von Genua in Versailles, 1685 (Schloss Versailles)

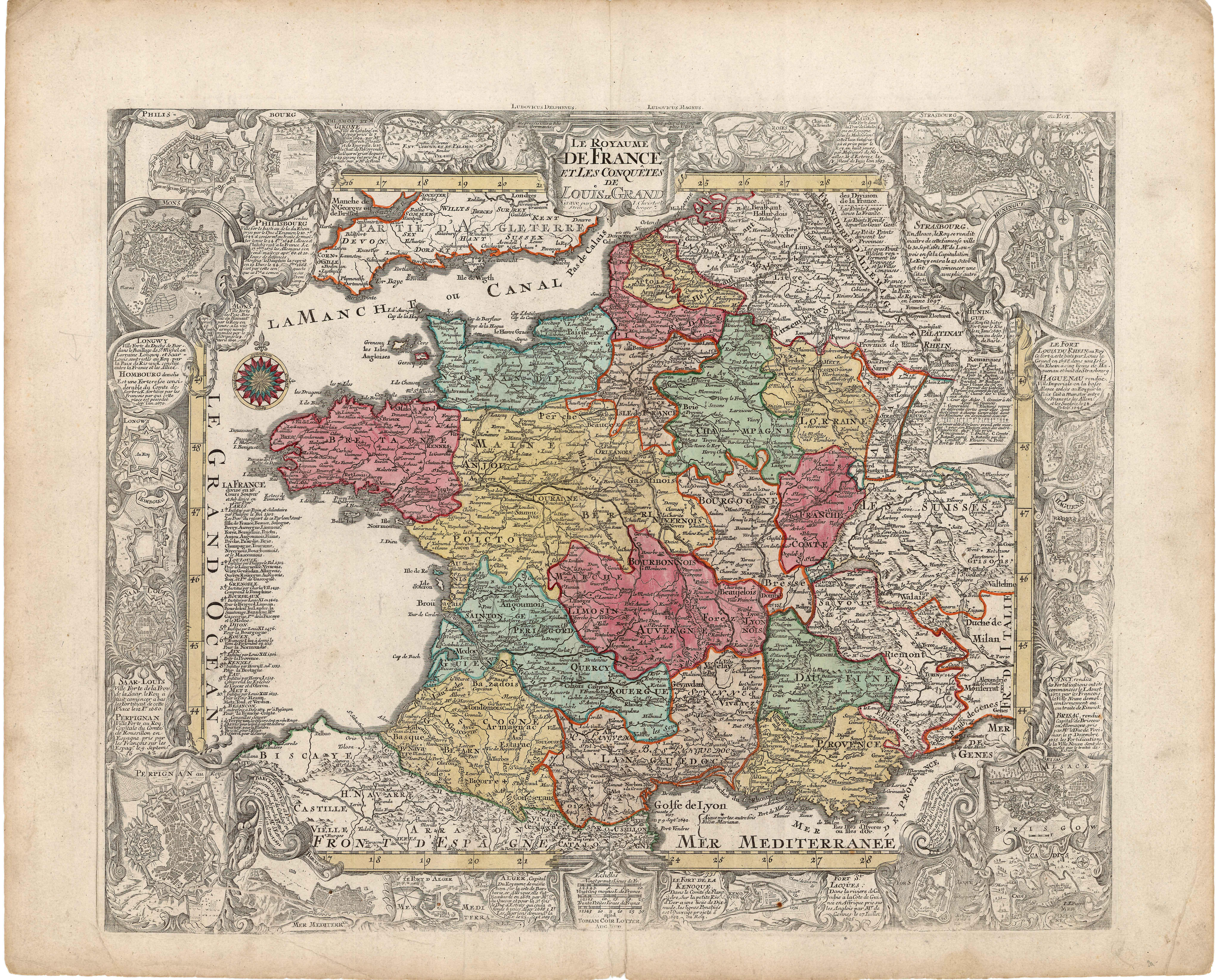
Frankreich mit den von König Ludwig XIV. eroberten Gebieten auf einer historischen Karte von 1757

Französische Gebietszuwächse unter Ludwig XIV. mit Angabe der Jahreszahl; dazu zählen vor allem der Erwerb Französisch-Flanderns mit den Städten Dünkirchen und Lille im Norden, des Elsass und der Franche-Comté mit Straßburg und Besançon im Osten und des Roussillon mit Perpignan im Süden

Ludwigs politische und militärische Übermacht war nach dem Frieden von Nimwegen erdrückend. Frankreichs Diplomaten beherrschten das politische Parkett. Es war die dominierende Seemacht geworden, während es noch 1660 über kaum mehr als zwei Kriegsschiffe verfügt hatte. An Stärke und Kriegstechnik war die französische Armee jeder anderen überlegen, die Wirtschaft florierte und ganz Europa imitierte Frankreichs Kultur. Aufgrund der großen Erfolge verlieh Paris Ludwig im Jahr 1680 den Titel „der Große“ (Ludovicus Magnus).
In den Jahren zuvor war Ludwig XIV. neben der Expansion in Europa auch noch mit der Erweiterung des französischen Kolonialreiches beschäftigt. Neben den im frühen 17. Jahrhundert gegründeten Neufrankreich-Kolonien in Kanada gründete er die ersten Kolonien von Französisch-Indien: Chandannagar (1673) und Pondichéry (1674). In Westindien wurde die Insel Martinique französisch. Im Jahr 1682 gründete La Salle am unteren Mississippi eine neue Kolonie und nannte sie zu Ehren des Königs Louisiana. Daneben erwarb der König noch Haiti (1660) und Französisch-Guayana (1664), sowie mit dem Senegal Teile der westafrikanischen Küste und Madagaskar.
Innenpolitisch begann Ludwig XIV. seine Kontrolle über die französische Staatskirche auszubauen. Im November 1681 ließ er eine Klerikerversammlung abhalten, welche die Gallikanischen Artikel verabschiedete, wodurch die Macht des Papstes praktisch aufgelöst wurde. Der Einfluss der französischen Könige auf die eigene Kirche war ohnehin sehr stark, nun jedoch durfte der Papst auch keine Legaten mehr ohne des Königs Zustimmung nach Frankreich senden. Bischöfe durften ohne königliche Erlaubnis das Land nicht verlassen, kein Staatsbeamter exkommuniziert werden für Taten, die seinen Dienst betrafen. Alle kirchlichen Privilegien wurden dem Monarchen übertragen, sämtliche Einflussmöglichkeiten des Papstes durch die Billigung des Königs reguliert. Der Papst verweigerte schließlich seine Zustimmung zu diesen Artikeln und erst Jahre später sollte Ludwig einen Kompromiss mit dem Heiligen Stuhl finden.
Außerdem ging Ludwig davon aus, dass er, um die Einheit der Nation zu stärken, die durch die Reformation verursachte Spaltung des Christentums überwinden müsse. In dieser Sichtweise folgte er konsequent der Religionspolitik seiner Vorgänger, darin besonders der Vorgabe Kardinal Richelieus, die stets eine Wiederholung der Hugenottenkriege fürchteten. Des Weiteren wurde er in dem tiefen Glauben erzogen, dass die Seele eines Protestanten den Qualen der Hölle ausgeliefert sei, weshalb er es als seine Pflicht ansah, die Seelen seiner hugenottischen Untertanen zu retten. Er setzte deshalb die protestantische Bevölkerung unter Druck, vor allem durch das Edikt von Fontainebleau (1685). Dadurch wurde das im Jahr 1598 von Heinrich IV. ausgerufene tolerante Edikt von Nantes widerrufen. Hugenottische Kirchen wurden daraufhin zerstört, protestantische Schulen geschlossen. Durch Ludwigs Maßnahmen flohen von 1685 bis 1730 etwa 200.000 (von 730.000) Hugenotten ins Ausland, vor allem in die Niederlande, nach Preußen, England und Nordamerika, wo sie, als zumeist gut ausgebildete Fachkräfte, zur Steigerung der Produktivität beitrugen. Diese französischen Flüchtlinge beeinflussten etwa die protestantische Arbeitsethik der Niederlande, wodurch später der bereits erhebliche Reichtum in dieser Region noch gesteigert wurde. Die neuere Forschung hat allerdings gezeigt, dass die Zahl der Geflohenen bei weitem zu gering war, um einen spürbaren Schaden an der französischen Wirtschaft herbeizuführen. Jedoch erschütterte das Edikt von Fontainebleau Frankreichs Ansehen bei den protestantischen Staaten Europas und ein harter Kern von 20.000 Hugenotten entfachte Aufstände in Zentralfrankreich. Die große Mehrheit gab dem Druck jedoch nach und konvertierte, auch aufgrund der Steuerbegünstigungen und der Sonderrechte für Konvertierte sowie der lebenslangen Befreiung vom Dienst in der Miliz. Aufgrund der einsetzenden Flüchtlingswellen des Jahres 1669 verhängte Ludwig ein Emigrationsverbot. Nach den Bekehrungs- und Missionierungsaktionen gipfelten die Verfolgungen 1681 in den Dragonaden und der Zerstörung hunderter protestantischer Dörfer. Letztlich war für Ludwig XIV., seine Minister und Kardinäle nur ein katholisches Frankreich ein einheitliches und stabiles Frankreich.

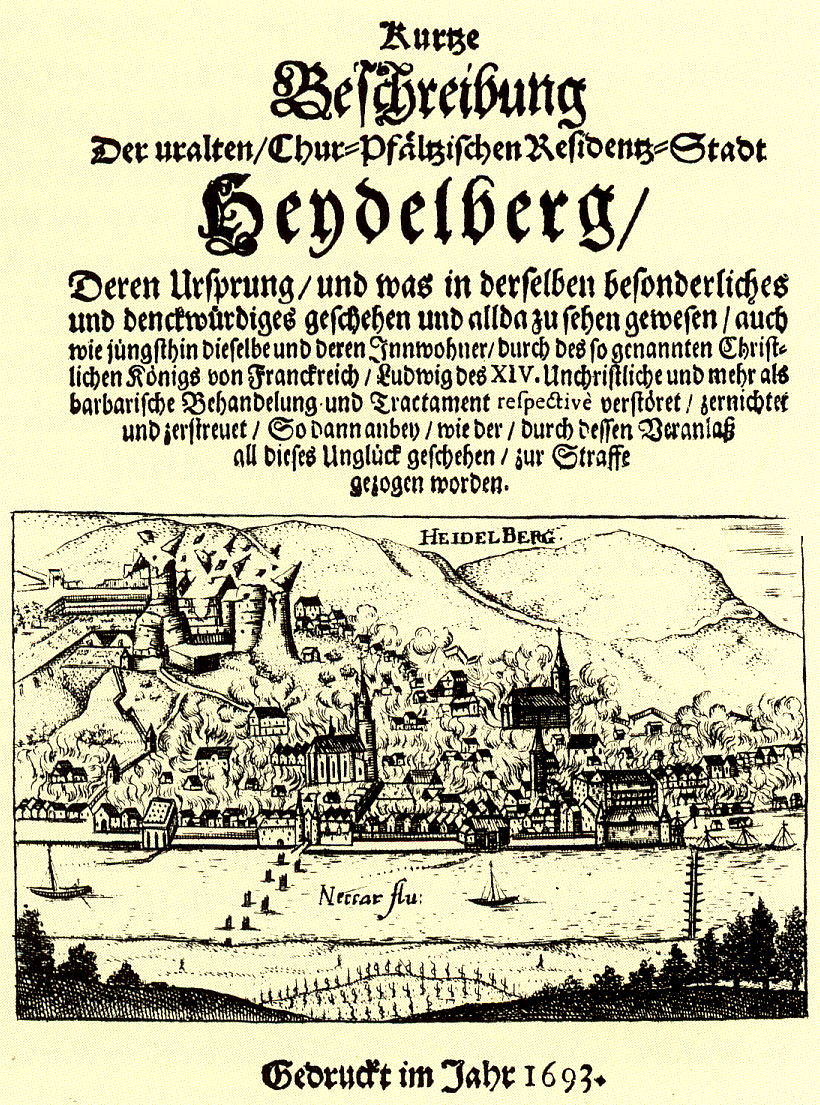
Titelblatt einer anonymen Schrift über die Stadt Heidelberg und die Zerstörung des Heidelberger Schlosses im Pfälzischen Erbfolgekrieg, gedruckt 1693

Ab dem Jahr 1686 formierte sich die Liga von Augsburg, ein Zusammenschluss protestantischer und katholischer Staaten gegen Frankreichs Eroberungspolitik. Mitglieder waren der römisch-deutsche Kaiser Leopold I., Bayern (Kurfürst Maximilian II. Emanuel), Brandenburg (Friedrich Wilhelm), die Vereinigten Provinzen, Spanien (Karl II. von Spanien) und Schweden (Karl XI. von Schweden). 1688 spitzte sich die diplomatische Lage weiter zu, zum einen durch die Glorious Revolution, in der der mit Ludwig sympathisierende König Jakob II. von England gestürzt wurde, und zum anderen durch den Streit um die Nachfolge des Kölner Kurfürsten Maximilian Heinrich, da der von Frankreich unterstützte Kandidat durch den Widerstand des Kaisers und des Papstes nicht anerkannt wurde. Ludwig entsandte 1688 Truppen in die Pfalz, um angebliche Ansprüche durch seine Schwägerin Liselotte von der Pfalz auf Allodialbesitz ihres verstorbenen Bruders, Kurfürst Karl II., zu demonstrieren und eine dauerhafte Anerkennung seiner Reunionen zu erreichen. Durch diese Maßnahme, die zur späteren Verwüstung der Pfalz und Badens durch die Franzosen bei ihrem Rückzug aus den linksrheinischen Gebieten führte, eskalierte der Konflikt zwischen König und Liga. Letztere erklärte Frankreich den Krieg, dem sich auch England unter dem neuen König Wilhelm von Oranien anschloss. Die Konfrontation mündete in den Pfälzer Erbfolgekrieg (1688–1697).
Das auf einen längeren Krieg nicht vorbereitete Frankreich war nach anfänglichen Rückschlägen wie dem Verlust von Mainz und Bonn 1689 insgesamt militärisch sehr erfolgreich. Französische Armeen besetzten weite Teile der Spanischen Niederlande, behaupteten ihre Reunionen gegen das Reich und marschierten mehrmals ins rechtsrheinische Gebiet ein. Ludwig selbst beteiligte sich an einigen Belagerungen wie in Mons und in Namur. Die Truppen der Alliierten waren weniger gut ausgebildet und zahlenmäßig unterlegen. Zudem waren umfangreiche Truppenverbände des Kaisers im 5. Türkenkrieg gebunden. Die Allianz konnte kaum Siege verbuchen, doch auch Ludwigs Flotte erlitt eine Niederlage vor La Hougue (1692). Es gelang keiner der beiden Seiten, den Gegner endgültig niederzuringen. Frankreich konnte nicht aus dem Reich verdrängt werden. Als Ludwig XIV. einsah, dass er trotz mehrerer strategisch vorteilhafter Siege, wie der Schlacht bei Neerwinden am 29. Juli 1693, militärisch keinen Frieden erzwingen konnte, begann er, seine Diplomaten als politische Waffe einzusetzen. Die erschöpften Kontrahenten begannen den Frieden von Rijswijk zu vereinbaren, der im Jahr 1697 unterzeichnet wurde. Ludwig suchte hier einen maßvollen und stabilen Frieden auszuhandeln, der auch seine Gegner befriedigen konnte. Daher gab er Luxemburg, das Herzogtum Lothringen und die Pfalz wieder heraus und bekam dafür die elsässischen Reunionen und den Besitz von Straßburg endgültig bestätigt. Darüber hinaus erkannte Ludwig XIV. den Prinzen von Oranien als König von England an. Frankreich sollte so die Möglichkeit bekommen, sich langfristig von den Kriegsanstrengungen zu erholen.

### Die letzten Jahre

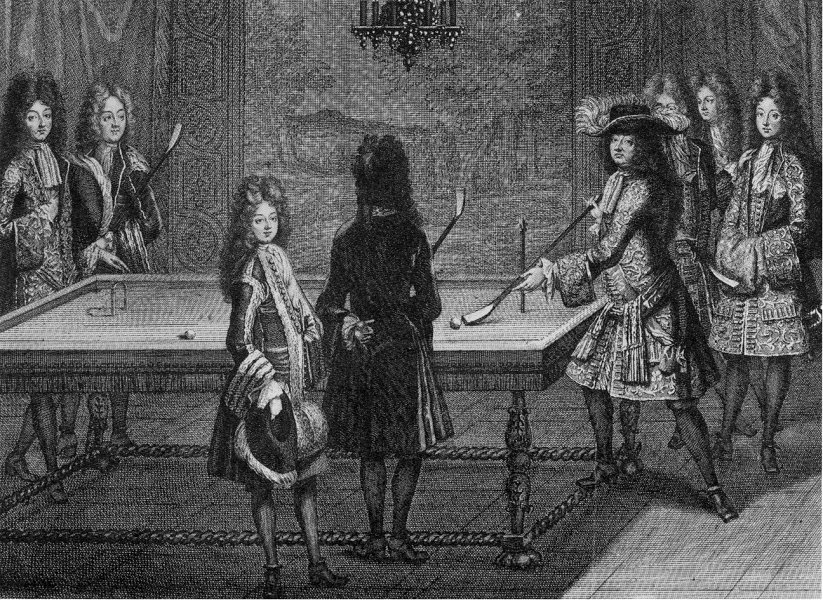
Ludwig XIV. bei seinem Lieblingsspiel, dem Billard (1694)

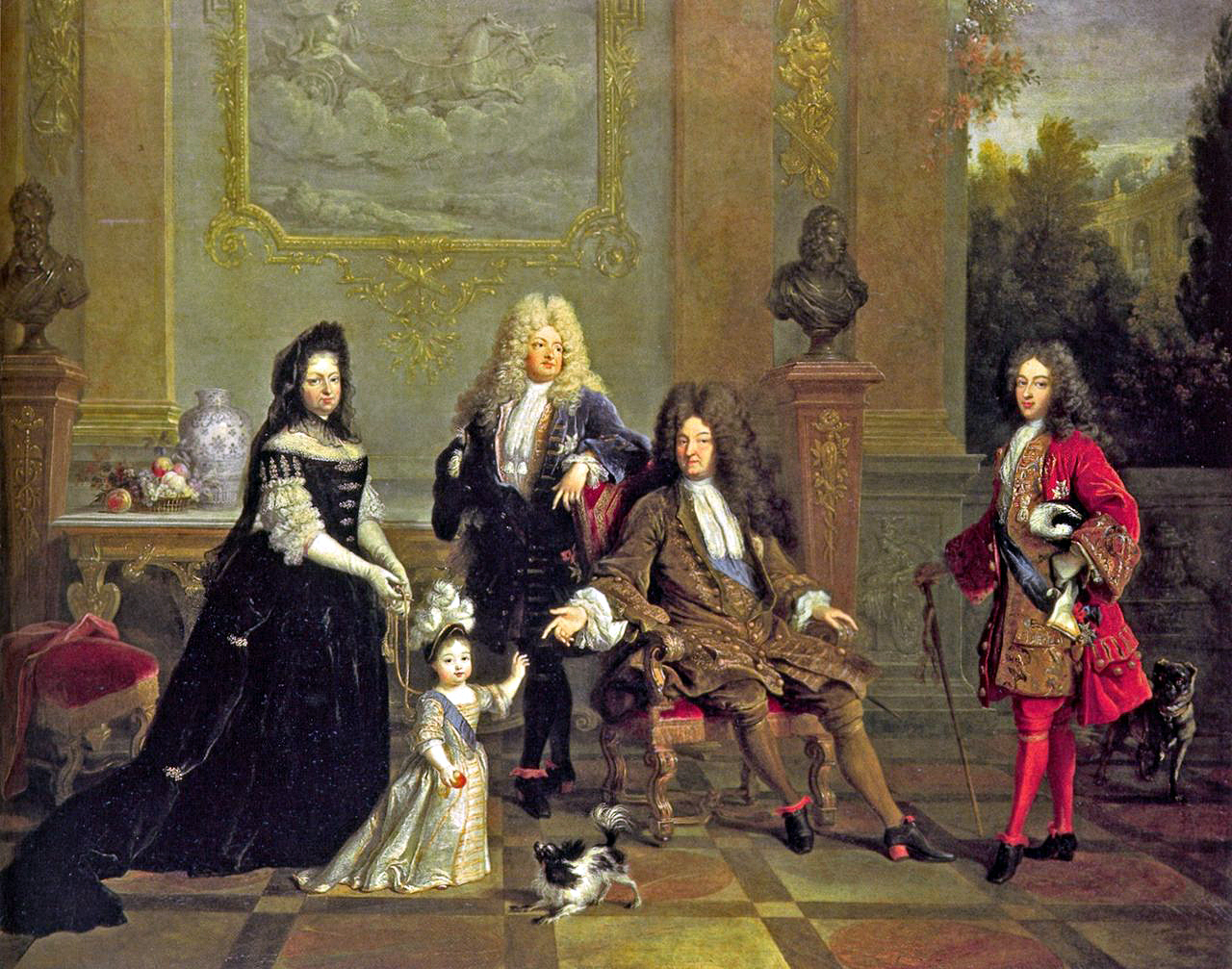
Ludwig XIV. und seine Erben (um 1710; Wallace Collection, London)

Nach dem Jahr 1697 begann die spanische Thronfolge zunehmend zum Hauptthema an den Höfen Europas zu werden. Der spanische König Karl II. hatte keine Kinder, daher war seine Nachfolge unklar. Sowohl die Bourbonen als auch die Habsburger der österreichischen Linie machten Erbansprüche geltend, denn König Ludwig XIV. und auch der Kaiser des Heiligen Römischen Reiches, Leopold I., hatten Töchter Philipps IV. von Spanien geheiratet. Ludwig hatte allerdings mit Maria Teresa von Spanien die ältere von beiden geehelicht und diese hatte nie mit Gültigkeit auf ihr Erbrecht verzichtet. Leopold hingegen hatte die jüngere Tochter Margarita von Spanien geheiratet und war zudem der Meinung, dass Spanien im Besitz der Habsburger bleiben müsste.
Nun fürchteten andere Staaten wiederum, dass die Mächtekonstellation in Europa erheblich erschüttert werden würde, sollten sich Frankreich oder Kaiser Leopold Spanien gänzlich einverleiben. Unter diesen Bedenken handelte Ludwig XIV. mit Wilhelm III. von England den 1. Teilungsvertrag aus. Der bayerische Prinz Joseph-Ferdinand sollte Spanien bekommen und die europäischen Besitzungen Spaniens sollten zwischen Ludwig und Leopold aufgeteilt werden. Kaiser Leopold akzeptierte diesen Vertrag. Spanien hingegen lehnte jede Teilung seines Reiches ab. Karl II. entschloss sich stattdessen, den bayerischen Prinzen Joseph-Ferdinand als Universalerben für alle Ländereien einzusetzen, in der Hoffnung, dass sowohl Ludwig als auch Leopold auf ihre vertraglichen Rechte verzichten würden.
Mit dem Tod des erst sechsjährigen bayerischen Prinzen Joseph-Ferdinand im Jahre 1699 wurde dieser Plan hinfällig. Karl II. wollte aber die Einheit seines Reiches wahren und entschied sich vorerst für den Erzherzog Karl – den jüngeren Sohn des Kaisers – als seinen Erben. Dessen Ansprüche wurden jedoch durch den 2. Teilungsvertrag zwischen Frankreich und England geschmälert. Nach diesem sollte Erzherzog Karl zwar Spanien erben, aber die italienischen Besitzungen sollten an Frankreich fallen. Daraufhin verweigerte Kaiser Leopold I. seine Zustimmung zum 2. Teilungsvertrag und beanspruchte das gesamte spanische Erbe ungeteilt für seinen Sohn Karl, womit er Frankreich, Holland und England brüskierte.
Kurz vor seinem Tod im Jahr 1700 entschied sich Karl II. jedoch anders. Er setzte den zweiten Sohn des französischen Kronprinzen Louis, den Herzog von Anjou, als Universalerben ein. Sollte dieser unerwartet den französischen Thron erben, so würde dessen jüngerer Bruder, der Herzog von Berry, Spaniens neuer König. Sollte auch dieser nicht mehr zur Verfügung stehen, so würde dann erst Erzherzog Karl sein Erbe werden. Damit erkannte Karl II. von Spanien die legitimen Thronrechte der Bourbonen an, welche sich von Maria Teresa von Spanien herleiteten.
Als Ludwig XIV. die Nachricht vom Tod des spanischen Königs und dessen neuem Testament erfuhr, sah er sich in einer schwierigen Lage: Sollte er das Testament für seinen Enkel annehmen oder auf dem 2. Teilungsvertrag mit England bestehen, den Kaiser Leopold jedoch nie anerkannt hatte? Nach intensivem Abwägen mit seinen Ministern entschloss er sich, das spanische Erbe zu akzeptieren, weil ein Krieg mit dem Kaiser nun ohnehin unvermeidlich war und Frankreich so die bessere Position gegen den Kaiser einnehmen konnte. Es gilt als gesichert, dass eine Ablehnung des Testaments den Krieg nicht hätte verhindern können, da Kaiser Leopold den Waffengang plante, wenn Frankreich auf dem 2. Teilungsvertrag bestanden hätte. So proklamierte Ludwig XIV. seinen Enkel Philippe d’Anjou zu Philipp V. und damit zum neuen König von Spanien. Ludwig befahl die sofortige Besetzung der spanischen Nebenländer, noch bevor Leopold sich ihrer bemächtigen konnte.

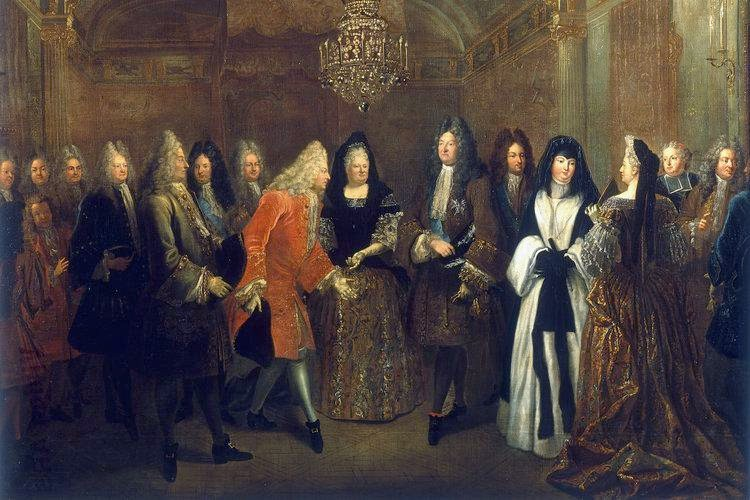
Ludwig XIV. empfängt den späteren König von Polen und Kurfürsten von Sachsen, August III., im Schloss Fontainebleau, Gemälde von Louis de Silvestre (1715; Schloss Versailles)

Durch die Sorge, dass Frankreichs Übermacht dadurch noch zunehmen könnte, vereinigten sich England, Holland und das Reich mit dem Kaiser zum Kampf gegen Ludwig, wodurch die Große Allianz geschaffen wurde. Die französisch-spanische Allianz wurde durch Savoyen, Kurköln und Bayern unterstützt, wodurch der Spanische Erbfolgekrieg (1702–1713) ausgelöst wurde. Frankreich verfolgte nun zwei Ziele: Das wichtigste war die Durchsetzung Philipps V. als spanischer König, außerdem beabsichtigte Ludwig XIV. weitere Eroberungen gegen das Reich zu machen.
Der Krieg verlief wenig geradlinig. Frankreichs Armeen dominierten zu Beginn das Feld. Die kaiserlichen Alliierten hatten jedoch alle verfügbaren Kräfte gegen Frankreich mobilisiert und ihre Armeen modernisiert und ausgebaut. Frankreich war gezwungen, während des Krieges 680.000 Soldaten zu unterhalten, um ein schlagkräftiges Gegengewicht zu bilden und die feindlichen Armeen im Heiligen Römischen Reich zu beschäftigen. Frankreichs Staatsfinanzen wurden überbeansprucht; leere Kassen waren die Folge. 1708 sah die militärische Lage für Frankreich zunächst so schlecht aus, dass Ludwig XIV. um Frieden ersuchte. Da die Alliierten jedoch unannehmbare Forderungen stellten, wurden Gespräche unverzüglich abgebrochen. In der Folge wendete sich das Blatt wieder leicht zu Gunsten Frankreichs, eine Entscheidung brachte dies jedoch nicht. Alle Parteien waren zermürbt und auch die kaiserlichen Alliierten standen vor einem finanziellen und wirtschaftlichen Kollaps. Frankreich war klar, dass es die feindliche Koalition nicht mehr endgültig besiegen konnte und die Koalition musste erkennen, dass es ihnen unmöglich war, Frankreich zu überwältigen oder Philipp V. aus Spanien zu vertreiben.
Als im Jahr 1711 Kaiser Joseph I. starb und Erzherzog Karl damit neuer Kaiser wurde, erkannte England zunehmend die Gefahr, dass Karl sowohl Spanien als auch das Reich unter seiner Herrschaft vereinen könnte, und begann Friedensgespräche mit Frankreich. Zwei Jahre später unterzeichnete England den Separatfrieden von Utrecht mit Ludwig und Philipp und schwächte so die Kaiserlichen weiter. Durch die Besetzung Freiburgs im November 1713 durch Frankreichs Truppen sah sich Kaiser Karl VI. gezwungen, ebenfalls den Frieden zu suchen und 1714 den Frieden von Rastatt zu akzeptieren. Danach schlossen Frankreich und das Reich den Frieden von Baden.
Philipp V. blieb König von Spanien und behielt ebenso dessen Kolonien. Die Reste der Spanischen Niederlande und die italienischen Besitzungen fielen an den Kaiser. Damit hatte Frankreich sein politisches Hauptziel erreicht und die Bourbonen auf Spaniens Thron etabliert, musste jedoch auf fast jede militärische Eroberung verzichten. Dennoch war die habsburgische Umklammerung Frankreichs endgültig zerschlagen worden. In seinen letzten Jahren kümmerte sich Ludwig XIV. hauptsächlich um die Erholung der Staatsfinanzen durch Einsparungen und Finanzreformen sowie die Förderung der Wirtschaft. Da sein Urenkel Ludwig XV. noch ein Kleinkind war, übertrug Ludwig XIV. die Regierungsgewalt testamentarisch auf seinen Neffen, Philipp II. d’Orléans, der dann als Regent fungieren sollte.

### Tod und Grabschändung
Laut dem Tagebuch von Philippe de Courcillon entdeckten die Ärzte des Königs am 2. August 1715 erstmals einen schwarzen Fleck am linken Bein, der bald als Wundbrand identifiziert wurde. Bis zum 29. August soll der Wundbrand sich bis zum Knie ausgebreitet haben.
Ludwig XIV. starb am 1. September 1715 gegen 8:15 Uhr an den Folgen des Wundbrandes im Alter von 76 Jahren. Sein Leichnam wurde durch den Chirurgen und Dozenten Pierre Dionis (1643–1718) mittels Gerbsäure in Pulverform konserviert und später in der Abtei von Saint-Denis beigesetzt, der traditionellen Grablege der französischen Könige. Im Rahmen einer getrennten Bestattung wurde das Herz Ludwigs XIV. in der Kirche Saint-Paul-Saint-Louis des Jesuitenklosters Maison professe de Paris (auch Couvent des Grands-Jésuites genannt) in der Rue St. Antoine bestattet, dessen Geistliche – wie Pater François d’Aix de Lachaise – ihn lange Jahre als Beichtväter begleitet hatten. Die Eingeweide Ludwigs XIV. kamen nach Notre-Dame.
Der Sonnenkönig hatte das französische Territorium wie keiner seiner Vorgänger vergrößert. Die dazu geführten Kriege hatten das Land aber finanziell wie personell ausgeblutet. In den 55 Jahren seiner Alleinherrschaft (1661–1715) kannte Frankreich nur 20 Friedensjahre, die übrige Zeit lag es im Streit mit seinen Nachbarn. Zu den von Ludwig initiierten Konflikten zählen
- der Devolutionskrieg (1667/68, gegen Spanien),
- der Holländische Krieg (1672–1679, gegen die Niederlande),
- der Reunionskrieg (1681–1684, hauptsächlich gegen Spanien),
- der Pfälzische Erbfolgekrieg (1688–1697, gegen die Augsburger Allianz)
- und der Spanische Erbfolgekrieg (1701–1714, gegen die Haager Große Allianz).

Unter Ludwigs Herrschaft war Frankreich indes zum mächtigsten Staat und kulturellen Zentrum Europas avanciert. Französisch diente im Folgenden im 17. und 18. Jahrhundert als Sprache des guten Geschmacks, ähnlich wie später Englisch zur globalen Wirtschaftssprache werden sollte. Im 18. Jahrhundert übernahm zum Beispiel der russische Adel französische Sitten und sprach eher Französisch als Russisch. Das französische Volk war nach den Holländern das wohlhabendste Europas geworden, die Wirtschaft erholte sich nach der Stagnation im Spanischen Erbfolgekrieg schnell, sie wuchs in erheblichem Maße weiter, auch wenn die Steuern vergleichsweise hoch waren.

„Mit seinem Tod verlor Frankreich einen seiner größten, fähigsten und bedeutendsten Herrscher, dessen Regierung die französische Monarchie nach innen und außen nachhaltig geprägt und dessen Leistung weit über die französischen Grenzen hinaus vielfältige Nachahmung gefunden hat.“

Andererseits jedoch war die Bevölkerung nach 72 Jahren Herrschaft ihres alten Königs überdrüssig. Die enormen finanziellen Belastungen des letzten Krieges lasteten die Menschen ebenfalls Ludwig XIV. an. Der alte König gestand selbst, dass „nichts mein Herz und meine Seele tiefer gerührt hat als die Erkenntnis des völligen Ausblutens der Völker meines Reichs durch die unermeßliche Steuerlast“, welche der Spanische Erbfolgekrieg nötig gemacht hatte. Als sein Körper in die Gruft überführt wurde, berichtete der Polizeikommissar Pierre Narbonne: „Viele Menschen freuten sich über den Tod des Fürsten, und überall hörte man Geigen spielen.“ Und Voltaire sah neben dem Trauerzug „…kleine Zelte, wo das Volk trank, sang und lachte.“ Man freute sich auf die Herrschaft des neuen Königs und wollte die letzten harten Jahre des Kampfes um den spanischen Thron vergessen.
Der Leichnam Ludwigs XIV. ruhte 78 Jahre lang in seinem königlichen Grab, bis die Stürme der Französischen Revolution auch den toten Sonnenkönig erfassten. Die provisorische Regierung hatte nämlich am 31. Juli 1793 die Öffnung und Zerstörung aller Königsgräber in Saint-Denis angeordnet. Das Grab Ludwigs XIV. wurde am 15. Oktober 1793 geöffnet und der darin liegende Leichnam exhumiert. Da der einbalsamierte Tote noch sehr gut erhalten war, wurde Ludwig XIV. zusammen mit einigen anderen verstorbenen Königen, z. B. König Heinrich IV. von Navarra († 1610), für einige Zeit den Passanten vor der Kathedrale zur Schau gestellt und anschließend in eine von zwei außerhalb der Kirche ausgehobenen Gruben geworfen, mit Löschkalk bestreut und wieder vergraben.
Während der bourbonischen Restauration wurden die beiden Gruben wieder geöffnet und die darin befindlichen Gebeine aller hier verscharrten Könige, auch die Ludwigs XIV., in einer feierlichen Zeremonie am 21. Januar 1815 nach Saint-Denis rücküberführt und dort in einem gemeinsamen Ossarium in der Krypta der Kathedrale beigesetzt, da die Überreste nicht mehr einzelnen Individuen zugeordnet werden konnten. Ebenso wurde während der Restauration der Herzbecher Ludwigs XIV. von der Kirche Saint-Paul-Saint-Louis, die 1802 Pfarrkirche geworden war, nach Saint-Denis überführt.

## Wirtschaft

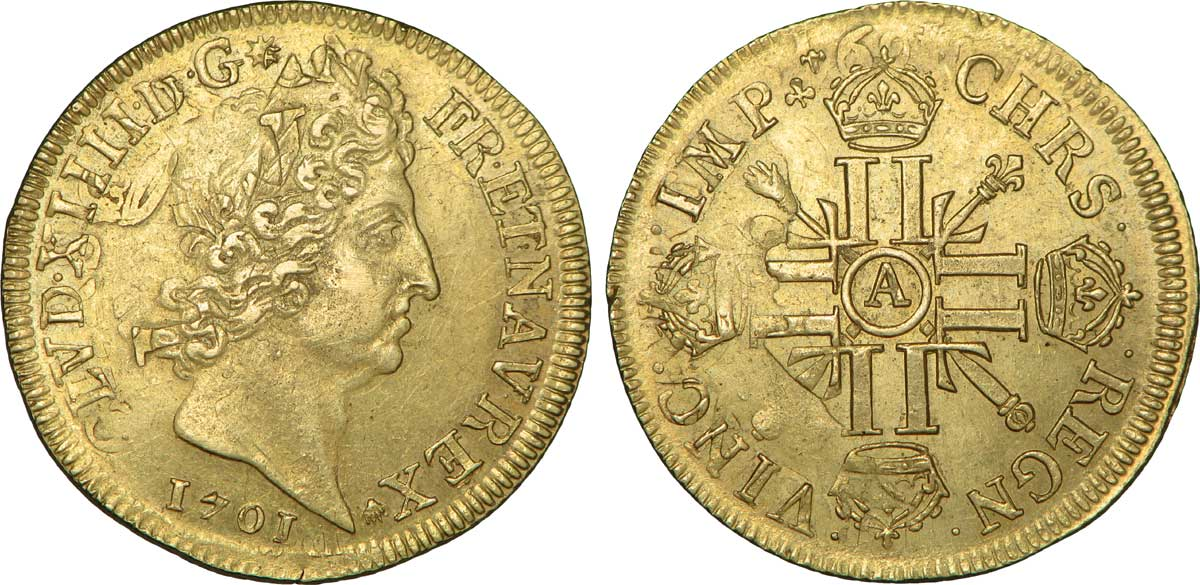
Überprägter Double Louis d’or mit dem Porträt des Monarchen (Avers), seinen Insignien sowie achtfachem L (Revers)

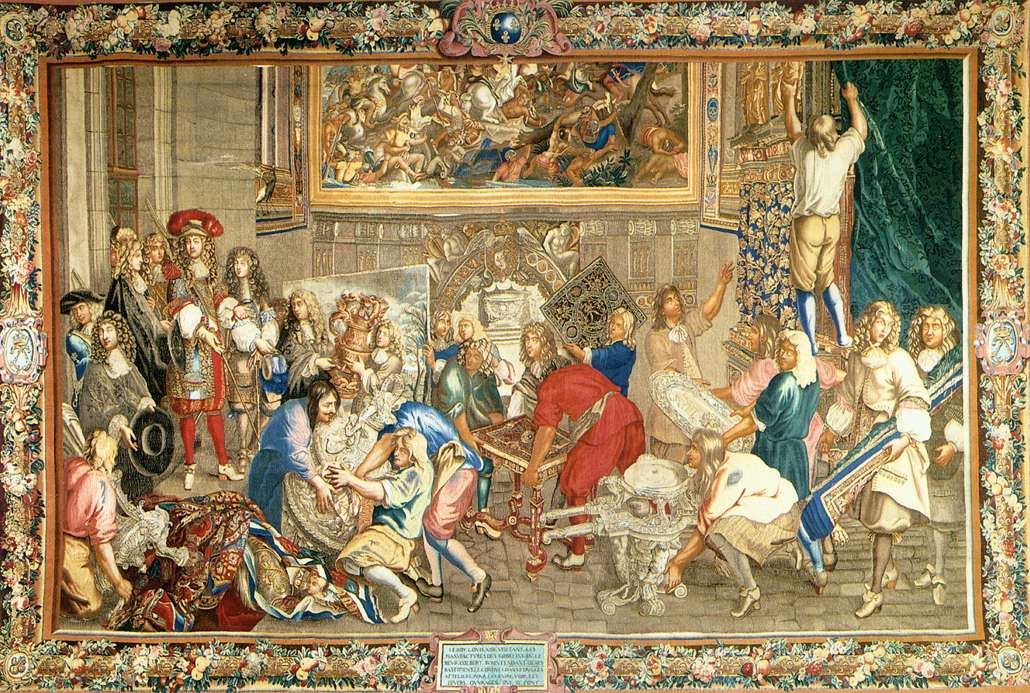
Ludwig XIV. und Colbert besichtigen die Pariser Gobelin-Manufaktur, Bildwirkerei nach Charles Le Brun (1673; Schloss Versailles)

Als Ludwig XIV. 1661 die Herrschaft antrat, war Frankreichs Staatshaushalt durch den letzten Krieg mit Spanien stark angespannt. Ludwig förderte enorm den Geldkreislauf, indem er große Summen für seine Kriege, für das Hofleben, Kunst und Kultur ausgab. Große Geldmengen verschwanden durch Korruption in der französischen Bürokratie. Ludwig selbst schreibt: „Als Mazarin starb, da herrschte viel Unordnung in der Verwaltung meines Königreiches.“ Ludwig XIV. setzte sich zum Ziel, dieses Chaos zu beseitigen und klare Ordnung in den staatlichen Strukturen Frankreichs herzustellen. Als erstes ließ er 1661 seinen Finanzminister, den „Oberintendanten der Finanzen“ Nicolas Fouquet verhaften, weil sich dieser an den Einnahmen des Staates bereichert hatte, um das luxuriöse Schloss Vaux-le-Vicomte erbauen zu können – ein deutliches Zeichen an dessen Nachahmer.
Ludwig XIV. ernannte daraufhin Jean-Baptiste Colbert, den bekanntesten Förderer des Merkantilismus, zu seinem „Generalkontrolleur der Finanzen“. Das Amt des Finanzministers wurde abgeschafft und durch einen Finanzrat ersetzt, dem der König und Colbert persönlich vorstanden. Etwas Unerhörtes zu dieser Zeit, denn ein König hatte sich damals eigentlich nicht um etwas so Unschickliches wie Geld zu kümmern. Indem Colbert die Korruption bekämpfte und die Bürokratie neu organisierte, konnte er die Steuereinnahmen mehr als verdoppeln, ohne neue Steuern erheben zu müssen. So war es Ludwig möglich, bereits am Anfang seiner persönlichen Regierung eine Steuersenkung zu erlassen und so ein schnelleres Wachstum der französischen Wirtschaft zu erreichen. Die Wirtschaft wurde durch die Einrichtung von Handelskompanien und Manufakturen gefördert. Besonders die französische Luxusindustrie wurde bald führend in Europa und darüber hinaus. Mit Waren wie Gobelinteppichen, Spiegeln, Spitzen, Goldschmiedearbeiten und Möbeln, die in ganz Europa begehrt waren, erzielte die Krone Spitzenprofite. Nach innen wurde Nordfrankreich einer Zollunion unterworfen, um so innerfranzösische Handelshemmnisse abzubauen. Colberts Versuche, eine einheitliche Zollbarriere für das ganze Königreich zu erwirken, scheiterten jedoch an lokalen Handelsprivilegien.
Das französische Steuersystem enthielt Handelssteuern (aides, douanes), Salzsteuer (gabelle) und Landsteuer (taille). Durch veraltete Regelungen aus dem Feudalismus waren der Adel und der Klerus von diesen direkten Steuern befreit, die von der Landbevölkerung und der aufstrebenden Mittelklasse (der Bourgeoisie) aufgebracht werden mussten. Vermutlich wurde die Französische Revolution auch vom Ärger über dieses alte Steuersystem genährt. Allerdings ist unter Ludwig XIV. die Tendenz festzustellen, den Adel und Klerus der direkten Steuer zu unterwerfen. Zur Zahlung der indirekten Steuern waren diese ohnehin verpflichtet. Der König führte eine Kopfsteuer (capitation) ein, von der die unteren Schichten kaum erfasst wurden, aber von der die beiden oberen Stände in vollem Umfang betroffen waren. Selbst die Prinzen von Geblüt und der Dauphin mussten den höchsten Steuersatz zahlen. Auf diese Weise wurde der Hochadel zum ersten Mal unvermittelt an der Finanzierung des Staates beteiligt.
Beim Tode Ludwig XIV. war Frankreich das reichste Königreich Europas mit überdurchschnittlichen Staatseinnahmen, welche die Finanzen anderer Staaten bei weitem übertrafen. Allerdings betrugen die Staatsschulden durch die harten Anforderungen des Spanischen Erbfolgekrieges 3,5 Milliarden Livres; als Ludwig im Jahr 1715 starb, betrugen die Steuereinnahmen 69 Millionen und die Staatsausgaben 132 Millionen Livres. Dies änderte aber nichts an der enormen Leistungsfähigkeit der Wirtschaft. Frankreich verfügte über das zweitgrößte Handelsvolumen und eine deutlich positive Handelsbilanz; nur die Holländer vermochten höhere Gewinne mit ihren internationalen Handelskompanien zu erzielen. Frankreich war ein strukturell stabiles und ressourcenstarkes Land, das mit über 20 Millionen Einwohnern das mit Abstand bevölkerungsreichste Land Europas war.

## Kunst macht Politik

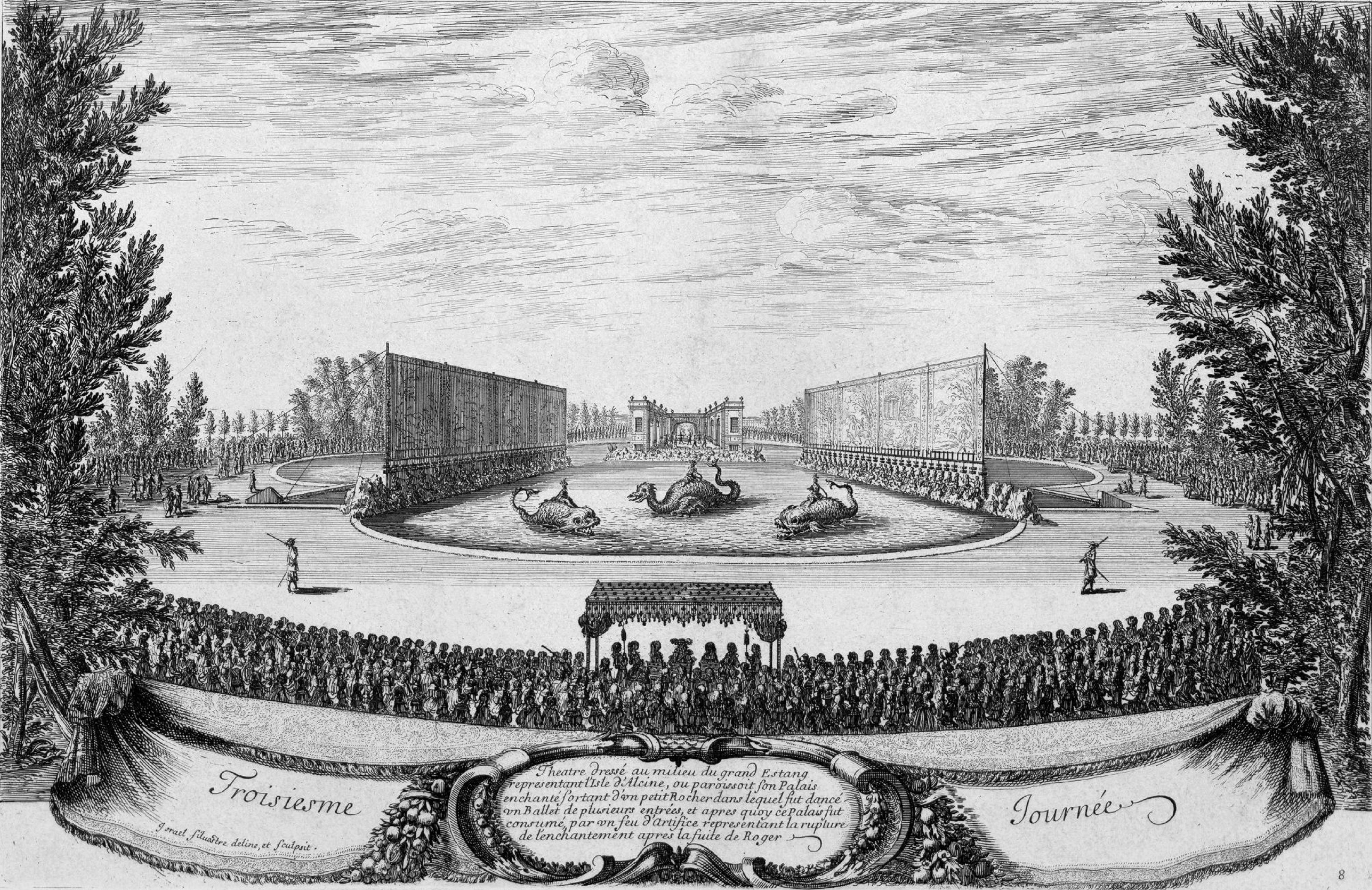
Das königliche Fest „Vergnügungen der verzauberten Insel“ in den Gärten von Versailles, 7. Mai 1664 (Stich von Israël Silvestre)

Die Herrschaft Ludwigs XIV. nennt man zu Recht das Grand Siècle. Der König hatte die Absicht, die besten Künstler, Architekten, Maler, Poeten, Musiker und Schriftsteller für Frankreich arbeiten zu lassen. Er entfaltete ein noch nie zuvor gesehenes Mäzenatentum mit der Absicht, die gesamte Kunstlandschaft Frankreichs zu beeinflussen, zu prägen und zu lenken, um sie im Interesse königlicher Politik zu instrumentalisieren. Die Kunst stand im Dienste der Verherrlichung des Königs und seiner Ziele, ganz nach barocker Manier. Das Ansehen des Königs und des Staates sollte gesteigert werden; dazu wurde Ludwigs Minister Colbert damit beauftragt Literatur, Kunst und Wissenschaft zu fördern, der den König damit in die Rolle eines Mäzens drängte, der Schriftsteller und Gelehrte verschwenderisch belohnte. Dem Minister wurde die Organisation der Gloire des Königs überlassen. Zahlreiche Königliche Akademien wurden auf allen Gebieten der Kunst und Wissenschaft gegründet:
- 1648 die Akademie für Malerei und Bildhauerei
- 1663 die Akademie der Inschriften
- 1666 die Akademie der Wissenschaften
- 1671 die Akademie der Architektur
- 1672 die Akademie der Musik (Académie royale de Musique heute Opéra National de Paris)

Im Sinne der Selbstdarstellung des Monarchen sind auch die Feste in Versailles zu verstehen. Die Repräsentation des Königs diente dem Ansehen des Staates in aller Welt. Einige Künstler erklommen im Dienste des Königs ungeahnte Höhen; hier wären besonders Jean-Baptiste Lully auf dem Gebiet der Musik und des Tanzes zu nennen, aber auch Jean-Baptiste Molière, der für Ludwig XIV. Dutzende von Bühnenstücken verfasste. Beide Künstler zusammen zeigten sich für die Organisation der königlichen Spektakel verantwortlich. Daneben förderte Ludwig XIV. noch zahlreiche berühmte Künstler, darunter auf dem Gebiet der Literatur Nicolas Boileau, Jean de La Fontaine, Pierre Corneille und Jean Racine, in der Malerei Charles Lebrun, Hyacinthe Rigaud und Pierre Mignard, im Bereich der Musik – die Ludwig besonders schätzte – unter anderem die Komponisten Marc-Antoine Charpentier, François Couperin, Michel-Richard Delalande, Marin Marais und die Komponistin Élisabeth Jacquet de La Guerre. In der Architektur förderte Ludwig Louis Le Vau, Claude Perrault, Robert de Cotte sowie Jules Hardouin-Mansart, die in seinem Auftrag den französischen klassizistischen Barock prägten, und im Kunsthandwerk Antoine Coysevox sowie insbesondere André-Charles Boulle. Auf dem Gebiet der Wissenschaft konnte Ludwig XIV. einige bekannte Forscher für Paris gewinnen, darunter Giovanni Domenico Cassini, Christiaan Huygens und Vincenzo Maria Coronelli, deren Arbeiten er mit hohen Pensionen unterstützte.

### Versailles
Der Bau des Schlosses von Versailles war Teil von Ludwigs Strategie zur Zentralisierung der Macht. Er vollendete die Bestrebungen der Kardinäle Richelieu und Mazarin und schuf einen zentralisierten, absolutistischen Territorialstaat. Nie vergaß der König die traumatisierenden Erlebnisse seiner Kindheit während der Fronde. Daher entschloss er sich, den potentiell rebellischen französischen Adel nicht mehr aus den Augen zu lassen. Er schwächte ihn, indem er sich ein System der Anreize ausdachte, die reichen und mächtigen Adeligen dazu zu bringen, sich lieber an seinem Hof aufzuhalten als ihre eigenen Ländereien in den Provinzen zu verwalten und sich womöglich gegen ihn zu verschwören. Für Verwaltungsaufgaben schuf er einen von ihm finanziell abhängigen Dienstadel, die noblesse de robe. Dadurch konnte Ludwig auch Bürgerliche in Positionen einsetzen, die früher von der Aristokratie beansprucht wurden. So ruhte die politische Macht fest in der Hand des Königs. Bereits im Schloss Saint-Germain-en-Laye, wo er zunächst Hof hielt, versammelte er deshalb einen immer größeren Hofstaat um sich.

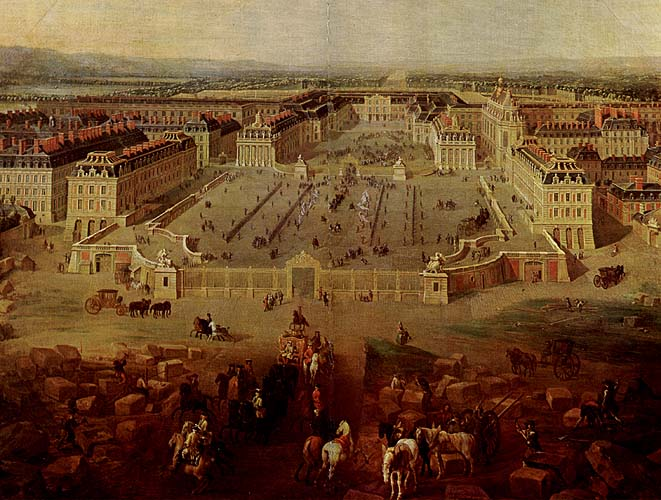
Das Schloss Versailles im Jahr 1722, zum Ende von Ludwigs Herrschaft, Gemälde von Pierre Denis Martin

1661 lud sein Finanzminister Nicolas Fouquet den ganzen Hof zur mehrtägigen prunkvollen Einweihungsfeier seines Schlosses Vaux-le-Vicomte ein, das im neuesten klassizistischen Barockstil nach den Plänen des Architekten Louis Le Vau und des Gartenarchitekten André Le Nôtre entstanden war. Der junge König, der ein altertümliches Renaissanceschloss bewohnte, betrachtete die Anlage mit Bewunderung und Neid. Doch verzieh er seinem Minister diese Angeberei nicht, Fouquet fiel in Ungnade und wurde bis an sein Lebensende eingekerkert. Nunmehr entschloss sich Ludwig, einen noch weitaus gewaltigeren Palast zu erbauen, eine Herrscherresidenz, die in Europa unübertroffen wäre. Zu diesem Zweck beauftragte er dieselben Baumeister, das kleine Jagdschloss seines Vaters vor den Toren von Paris, in Versailles, zu einer prachtvollen Anlage zu erweitern. Am 6. Mai 1682 bezog der Hof das Schloss.
Lediglich bei Hofe konnten Posten, Titel und Ämter errungen werden, und wer sich distanzierte, lief Gefahr, Vorrechte und Prestige zu verlieren. Aus diesem Grund hielt sich die Aristokratie so gut wie ständig um den König auf und versuchte, ihm gefällig zu sein. Dies sorgte dafür, dass zeitweise mehrere Tausend Menschen zugleich das Schloss bewohnten. Um diese Masse zu beschäftigen, erfand der König das ausufernde Zeremoniell am Hof von Versailles. Es unterschied sich vom hergebrachten Spanischen Hofzeremoniell durch größere Nahbarkeit des Monarchen und eine weitreichendere Einbindung von Hofadel und Besuchern. Es wurde vorbildhaft für das Hofzeremoniell zahlreicher europäischer Fürstenhöfe.
Auch die Anordnung der Räume, die Enfilade, war vom Zeremoniell bestimmt. Die prunkvollen Stuckdekorationen, Deckengemälde, Supraporten, Tapisserien, die Skulpturen in den Gärten und Alleen enthielten ein mythologisch verklärtes politisches Programm. Die Sinnaussage war: Der König ist der Garant für Ruhe, öffentliche Ordnung und Wohlstand des Staates, für den Frieden oder für den Sieg im Kriege, und niemand hat ein Recht, die Macht des Herrschers von Gottes Gnaden in Frage zu stellen. Prunkvolle Feste, üppige Geschenke, ehrenvolle, aber machtlose Ämter sollten Herzöge, Marquis und Grafen in Schach halten. Die ständigen Festlichkeiten und Zeremonien waren anstrengend für alle Beteiligten und verlangten dem König höchste Selbstdisziplin ab. Ihm zu dienen bedeutete, Frankreich zu dienen. Ihm beim Aufstehen, beim allmorgendlichen feierlichen Lever behilflich zu sein, ihm beim Anziehen das Hemd oder bei Tisch das Wasser zu reichen, galt als allergrößte Ehre, die über Aufstieg und Fall bei Hofe entscheiden konnte. Ob man in Gegenwart des Königs stehen, sitzen oder sprechen durfte, wann man den Hut auf- oder absetzen konnte, durch welche Türe man welchen Raum betrat, wem der König ein Lächeln oder ein freundliches Wort zuwarf und wem nicht, war ein für alle Anwesenden sichtbares Zeichen des eigenen Ranges. Ludwig XIV. beherrschte dieses Spiel meisterhaft, so wie ein Dirigent mit kleinsten Gesten und Fingerbewegungen sein Orchester leitet. Er selbst schrieb in seinen Memoiren: „Im übrigen ist es eine der hervorragendsten Wirkungen unserer Macht, einer Sache, die an sich keinen Wert hat, einen unbezahlbaren Preis zuzuordnen.“
Die höfische Etikette nötigte die Adeligen dazu, immense Geldsummen für ihre Kleidung auszugeben und ihre Zeit vor allem auf Bällen, Diners und anderen Festlichkeiten zu verbringen, welche die alltägliche Routine des Hoflebens darstellten. Ludwig XIV. soll ein fotografisches Gedächtnis gehabt haben, so dass er beim Betreten eines Saales auf einen Blick feststellen konnte, wer anwesend war. Deshalb konnte kein Aristokrat, der auf die Gunst des Königs angewiesen war, seine Abwesenheit riskieren.

„Das tägliche Leben Ludwigs XIV. vollzog sich weitestgehend in der Öffentlichkeit inmitten eines großen Hofstaates, der alles in allem rund 20.000 Personen umfasste. Unter die vornehme, adelige Hofgesellschaft mischten sich in den weiträumigen Schlossanlagen Besucher, Schaulustige und zumeist eine beträchtliche Zahl von Bittstellern. Im Prinzip stand jedem Untertan das traditionelle Recht zu, dem König Bittgesuche (placets) zu überreichen. Seit 1661 hat Ludwig XIV. jene Praxis reglementiert, zugleich aber auch gefördert. Der Monarch sah darin eine willkommene Möglichkeit, sich mit den unmittelbaren Sorgen und Nöten seiner Untertanen vertraut zu machen. Später wurde in Versailles jeden Montag im Raum der Garde des Königs ein großer Tisch aufgestellt, auf dem die Bittgesuche von ihren Überbringern deponiert wurden. Bis 1683 war der Marquis de Louvois, Staatssekretär für das Kriegswesen und Minister, für die Weiterleitung dieser Gesuche verantwortlich. Sie wurden danach von den zuständigen Staatssekretären bearbeitet und alsbald – mit einem entsprechenden Bericht versehen – dem König vorgelegt, der dann jeden Fall persönlich entschied. … Am Hof gab es neben großen Festveranstaltungen, Theater- und Musikaufführungen auch vielfältige andere Möglichkeiten der Zerstreuung bis hin zum Glücksspiel und zu Vergnügungen einfachster Art.“

### Paris

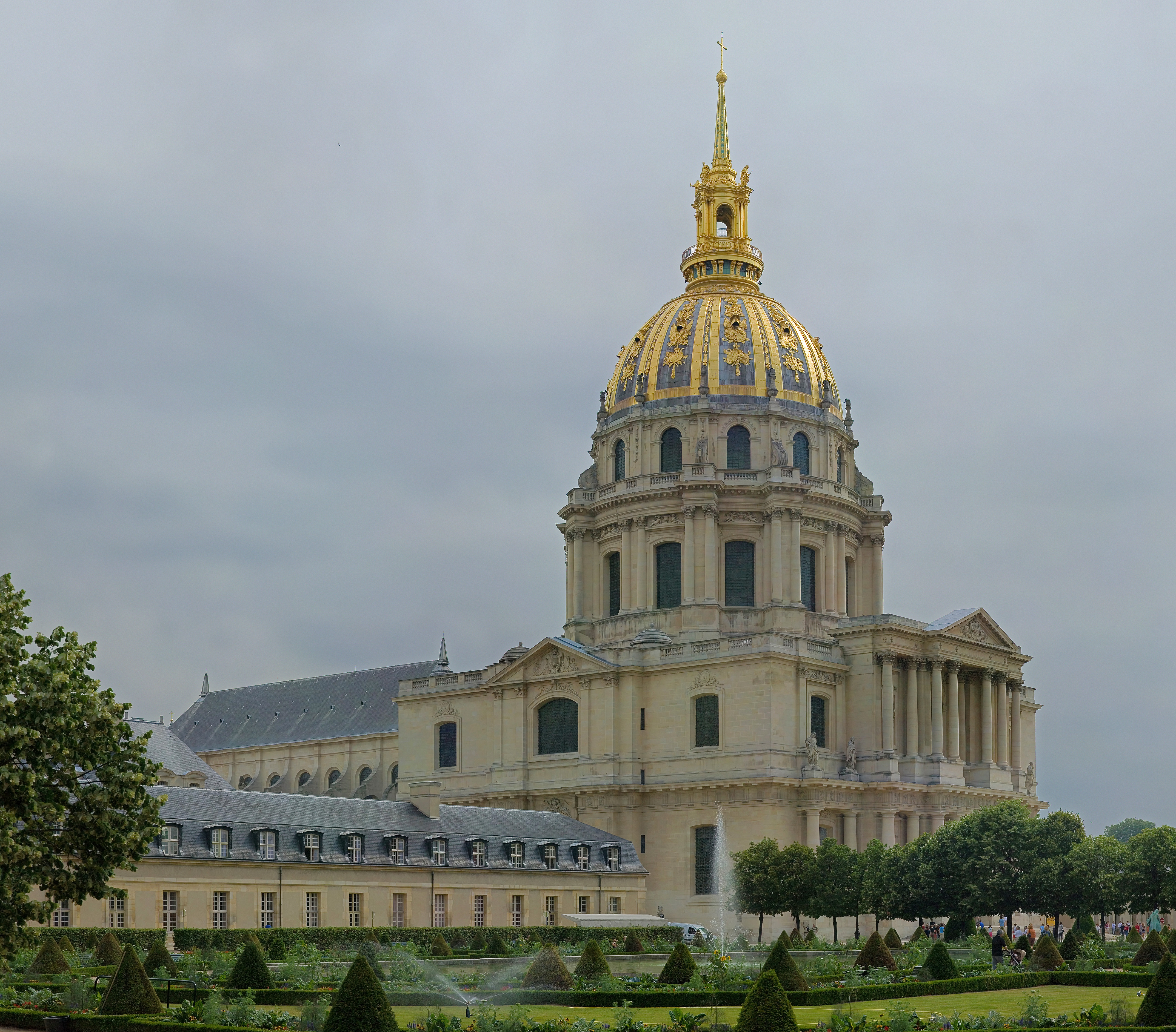
Der Invalidendom in Paris

Paris erlebte unter der Aufsicht Colberts einen Bauboom wie kaum wieder in der Geschichte. Ludwig fügte dem Tuilerien-Palast das Théâtre des Tuileries hinzu, ließ den Louvre umbauen, die Stadtmauern von Paris schleifen und durch breite Boulevards ersetzen, zahlreiche neue Plätze (darunter die Place des Victoires und Place Vendôme) erbauen, des Weiteren Kirchen (wie Saint-Roch und Val-de-Grâce), Brücken (den Pont Royal), Parkanlagen (wie der Tuileriengarten und die Champs-Élysées), Triumphbögen (z. B. die Porte Saint-Denis) und neue Stadtviertel (darunter die Vorstädte St. Antoine und St. Honoré) errichten, aber auch so praktische Maßnahmen wie eine durchgehende Straßenpflasterung, die ersten Straßenlaternen und frühe Formen der Kanalisation durchführen. Unter diesen Baumaßnahmen ist auch das Hôtel des Invalides mit dem Invalidendom zu nennen, wo die Kriegsversehrten kostenlos versorgt wurden, sowie das Hôpital Salpêtrière. Auch das Pariser Observatorium für wissenschaftliche Studien und das Collège des Quatre Nations, das bis heute als Sitz der Académie française dient, zählen dazu, ebenso wie die Gründung der Comédie-Française. Paris wuchs sprunghaft und war mit 700.000 Einwohnern eine der größten Städte der Welt, in der durch Ludwigs Förderung schließlich ein Fünftel der intellektuellen Elite Europas lebte. Die französische Hauptstadt wurde zum städtebaulichen und kulturellen Vorbild für den ganzen Kontinent.

### Andere Residenzen

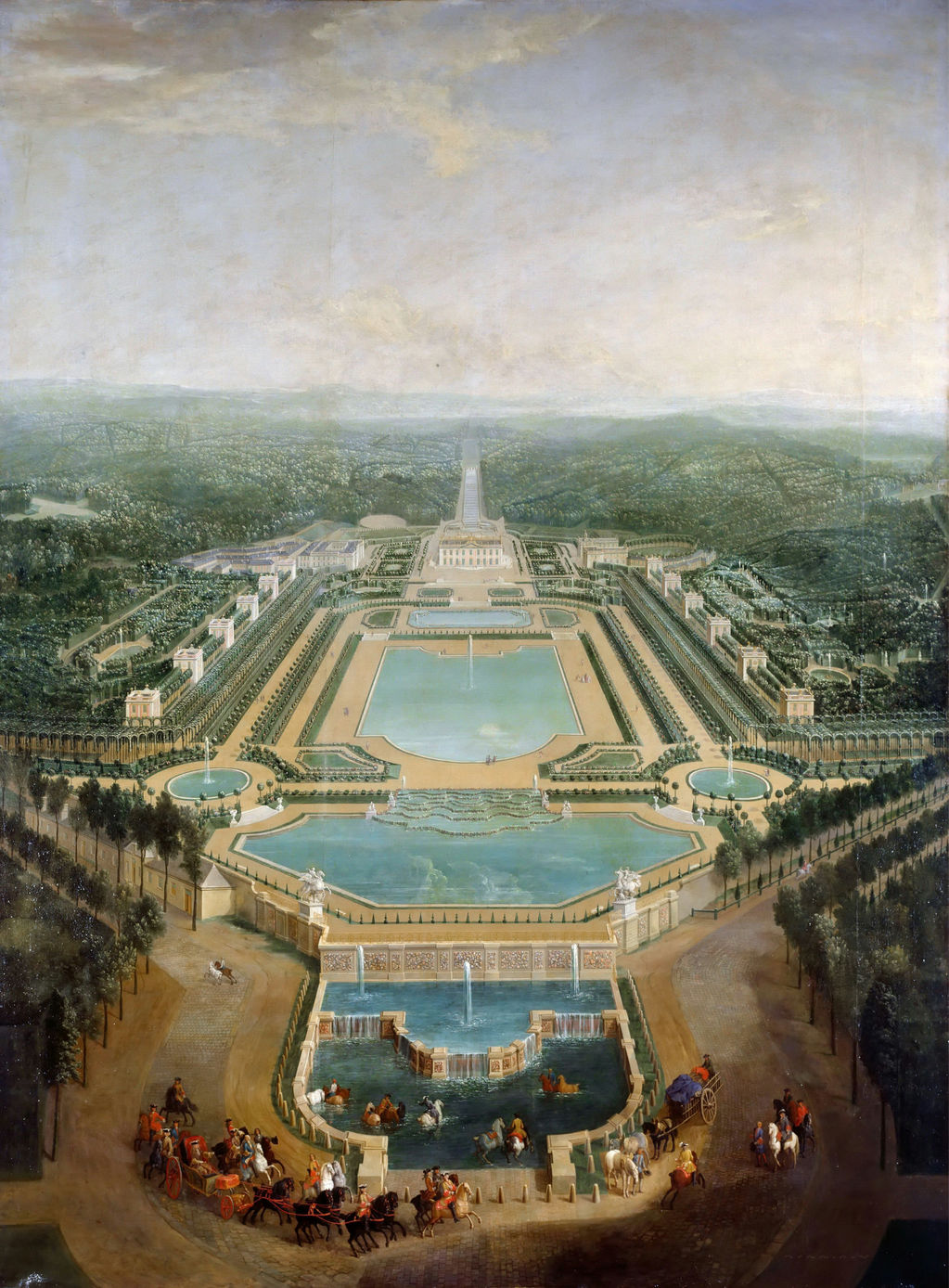
Ansicht des Schlosses Marly vom Wasserbassin aus, Gemälde von Pierre-Denis Martin (1724)

Der französische Hof wechselte des Öfteren den Aufenthaltsort, verließ aber nur höchst selten die Nähe von Paris. Es gab einige Hauptresidenzen in der Umgebung der Hauptstadt, welche seit langem als Sitz der Könige dienten. Diese suchte Ludwig XIV. auszubauen und zu verschönern. In Fontainebleau ließ er in den Gärten ein neues Barockparterre, einen großen Kanal und einen neuen Park anlegen. In Saint-Germain-en-Laye wurde die Große Achse geschaffen und ebenfalls die Gärten neu gestaltet. Durch die Gartenarchitektur wurde André Le Nôtre – der Schöpfer des französischen Barockgartens – in ganz Europa berühmt.
Im Schlosspark von Versailles ließ er sich mit dem Grand Trianon zudem ein Lustschloss errichten, welches wie Marly-le-Roi als Privatresidenz des Monarchen gedacht war. In Marly entstand ab 1678 eine imposante Anlage, die als einzige nicht der Öffentlichkeit zugänglich war. Hierher zog sich Ludwig XIV. vom geschäftigen und stets öffentlichen Leben in Versailles zurück. Erscheinen durfte man nur auf ausdrückliche Einladung und eine solche galt als eine der höchsten Ehren im Leben eines Höflings. In der Umgebung, der nunmehr zur Stadt erhobenen Anlagen von Versailles, entstanden zahllose Schlösser und Gärten, die von Angehörigen des Königshauses und vom Hofadel errichtet wurden. Hier suchte man Ruhe vom Hof und ging der Jagd nach, oder lud den König für ein Fest zu seinen Ehren ein. All dies verschlang ungeheure Mengen Geld und der Adel war bald gezwungen Pensionen vom König zu erbitten, um den Lebensstandard zu halten. So vergrößerte sich die Abhängigkeit der Adeligen weiter.

## Persönlichkeit

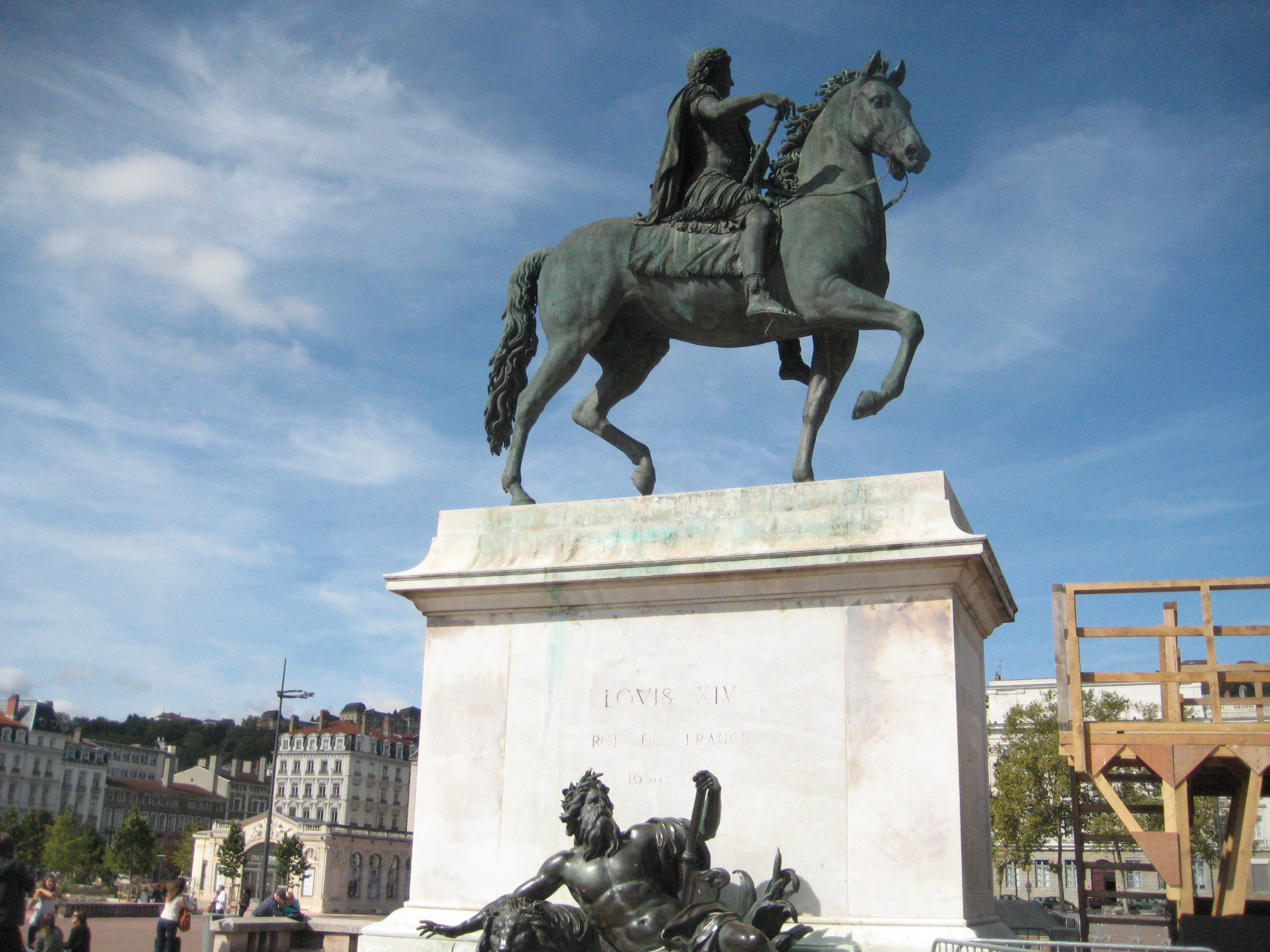
Ludwig XIV. in der Pose eines römischen Imperators in Lyon

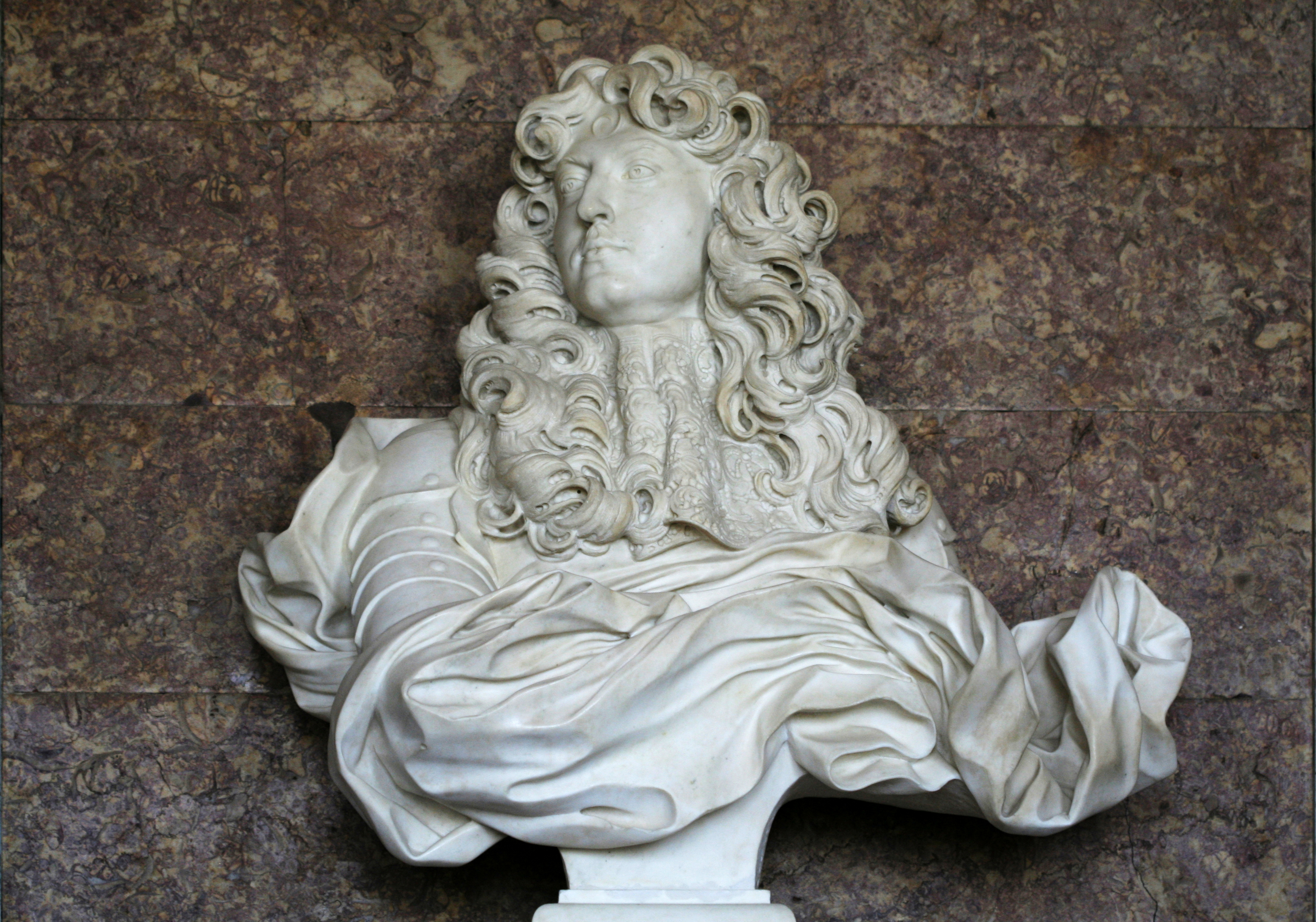
Ludwig XIV., Büste von Gian Lorenzo Bernini (1665; Schloss Versailles)

Ludwig XIV. besaß einen komplexen Charakter: Er war für seinen Charme bekannt und brachte jedem die Höflichkeit entgegen, die ihm gebührte. Selbst vor Mägden soll er den Hut gezogen haben. Seine wichtigsten Eigenschaften waren wohl eine unerschütterliche Menschenkenntnis und der ihm nachgesagte scharfe Verstand. Als Monarch legte er einen großen Arbeitseifer an den Tag. Das Regieren fiel ihm leicht, denn er hatte eine geradezu professionelle Einstellung zu seiner Arbeit. Es wird berichtet, dass er in Sitzungen niemals ermüdete und jedem aufmerksam zuhörte, der das Wort an ihn richtete. Ludwig schätzte hohe Bildung, und seine Kenntnisse in Politik und Geschichte waren gefürchtet. Auch zeichnete ihn enorme Willenskraft aus; so begegnete er Schmerzen und Situationen der Todesgefahr mit völliger Gelassenheit und Selbstbeherrschung. Beispielhaft dafür steht, dass er schon wenige Wochen nach einer ohne Narkose durchgeführten Operation wieder ausritt. Dennoch war er auch in hohem Maße von Egozentrik beherrscht, verbunden mit einem hohen Selbstwertgefühl. Er wurde von einem starken Drang nach Ruhm und Reputation geleitet, aber auch vom Gefühl der Pflichterfüllung gegenüber dem Staat und seinen Untertanen.
Als Kavalier war Ludwig vorbildlich. Frauen spielten in seinem Leben eine große Rolle, besonders als Mätressen. Seine Familie war ihm wichtig, besonders seinen Kindern schenkte er daher große Aufmerksamkeit. Als Vater und Großvater war er fürsorglich und liebevoll, er konnte aber auch hart und unnachgiebig sein. Er zeugte 11 uneheliche Kinder (die sogenannten „königlichen Bastarde“, bâtards royaux), die er – mit Ausnahme der im Kleinkindalter Verstorbenen – legitimierte und in den Prinzenrang erhob; die sechs das Erwachsenenalter Erreichenden verheiratete er ausnahmslos in der eigenen Familie, mit Prinzen und Prinzessinnen von Geblüt, was nicht immer ohne Widerspruch blieb. Grund hierfür war vor allem, dass sie trotz hoher Titel weder auf internationaler Ebene noch in den stolzen französischen Adel vermittelbar waren.
Ludwig war von durchschnittlicher Körpergröße und trug hohe Absätze, um größer zu wirken. Zeitgenossen berichteten sogar, dass er auf viele Menschen durch seine äußere Erscheinung recht einschüchternd wirkte. Als Liebhaber und Förderer des Hofballetts tanzte er bis zu seinem 30. Lebensjahr ausgesprochen gerne in öffentlichen Aufführungen, so z. B. 1653 in der Rolle als Apollon. Ludwig war auch ein guter Reiter, liebte die Jagd, das Schauspiel und besonders die Musik. Mit zahlreichen Künstlern unterhielt er freundschaftliche Beziehungen, unter denen sich Molière, Lully und Le Nôtre einer besonders tiefen Zuneigung sicher sein durften. Einige Historiker sagen Ludwig XIV. nach, er hätte von den Bourbonen die Lebensfreude, von den Medici die Kunstliebe und von den spanischen Habsburgern die majestätische Würde geerbt. In der später sogenannten Kleidermode zur Zeit Ludwigs XIV. war er durch seinen persönlichen Geschmack immer wieder stilbildendes Vorbild, so bei der Einführung der Allongeperücke und des Justaucorps.

## Gesundheit
Obwohl die Regierungszeit von Ludwig XIV. außergewöhnlich lang war, war seine Gesundheit nie gut, weshalb er täglich von einem Arzt betreut wurde: Jacques Cousinot von 1643 bis 1646, François Vautier 1647, Antoine Vallot von 1648 bis 1671, Antoine d’Aquin von 1672 bis 1693 und schließlich Guy-Crescent Fagon bis zum Tod des Königs. Alle wendeten ausgiebig Aderlass, Purgationen und Spülungen mit Klistieren an (der König soll in 50 Jahren mehr als 5000 Spülungen erhalten haben).
Aufgrund seiner Zahnprobleme, die laut dem Tagebuch seines Zahnarztes Dubois im Jahr 1676 auftraten, hatte Ludwig starken Mundgeruch; es kam daher vor, dass eine Geliebte sich ein parfümiertes Taschentuch vor ihre Nase hielt. Zudem wurde 1685, als man ihm einen der vielen Stummel seines linken Oberkiefers herauszog, ein Teil seines Gaumens abgerissen, was zu einer Verbindung zwischen Mund- und Nasenraum führte.
Laut dem Journal de la santé du roi Louis XIV de l'année 1647 à l'année 1711 (deutsch: „Tagebuch über die Gesundheit von König Ludwig XIV. vom Jahr 1647 bis zum Jahr 1711“), das von seinen aufeinanderfolgenden Ärzten minutiös geführt wurde, verging kaum ein Tag, an dem der Herrscher nicht Gegenstand einer Purgation, eines Einlaufs, eines Pflasters, einer Salbe oder eines Aderlasses war. Unter anderem wurde festgehalten:
- Pocken im Jahr 1647;
- Magenbeschwerden und Dysenterie, chronische Unpässlichkeiten bei diesem Monarchen, der als großer Esser galt;
- Tumore: Brustwarze rechts, Kauterisation im Januar 1653;
- Gonorrhoe: geheim gehalten, diese Krankheit quälte ihn regelmäßig seit Mai 1655, der Zeit seiner ersten Affären;
- häufige Ausdünstungen und Rückenschmerzen: einige (November 1647) wurden einem Syphilis-Anfall zugeschrieben; mit Pusteln im ganzen Gesicht und an anderen Körperteilen, gefolgt von beginnendem Gangrän der Zehen;
- Durch Typhusfieber im Juni 1658 fielen ihm die Haare aus und er musste sein Leben lang Perücken tragen;
- Zahnschmerzen: Im Jahr 1685 wurde sein gesamtes oberes Gebiss auf der linken Seite „herausgerissen“, wonach das Gaumensegel mehrmals mit Feuerstiften verödet wurde (manchmal trat Flüssigkeit aus seiner Nase aus);
- Analfistel: Diese behindernde Missbildung führte schließlich dazu, dass er sich im November 1686 einer der schmerzhaftesten experimentellen Operationen überhaupt unterziehen musste (durch den Chirurgen Charles-François Félix de Tassy);
- Harnwegsbeschwerden, begleitet von wahrscheinlicher Urolithiasis (Miktionen mit „Sandkörnern“);
- Gicht: Unerträgliche Anfälle im rechten Fuß und im linken Knöchel hielten ihn lange Zeit bewegungsunfähig oder behinderten sein Gehen und ließen seine letzten Jahre einer Tortur gleichen.

## Bedeutung

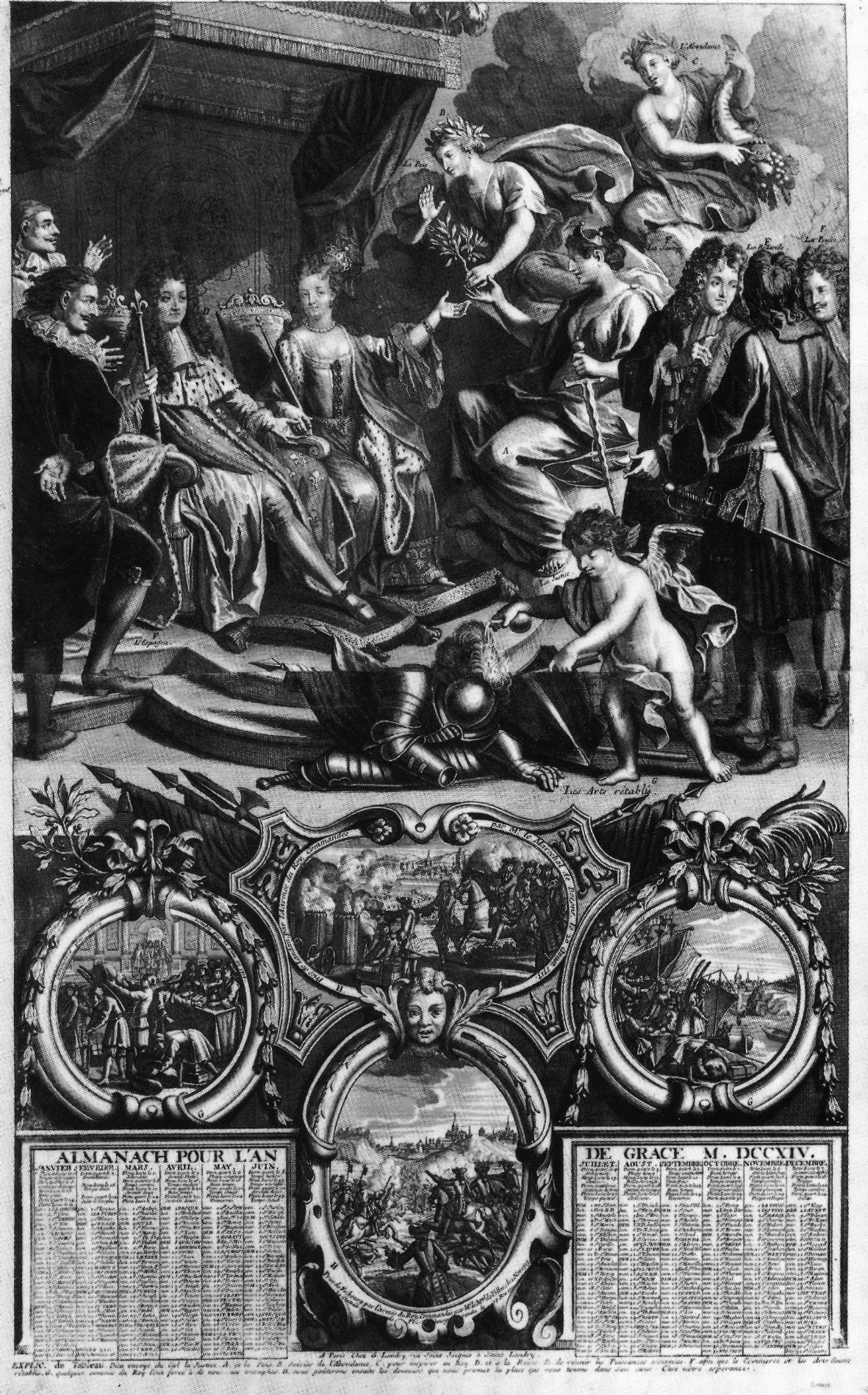
Allegorische Darstellung des Friedens zwischen Frankreich und Savoyen mit dem thronenden Ludwig, Kupferstich aus dem Almanach des Jahres 1714

Ludwig XIV. steht für den monarchischen Absolutismus schlechthin, er hat diesen zwar nicht begründet, aber in Frankreich ausgebaut und verfestigt. Auf dem Feld der Innenpolitik zeichneten ihn insbesondere die effektive Stärkung der königlichen Zentralverwaltung aus, um so traditionelle Machtrivalen, wie Schwertadel und Provinzialstände, zu schwächen. Dazu baute Ludwig konsequent ein straffes Netz aus dreißig Intendanten auf, die als Funktionsträger des Königs fungierten und so erfolgreich den Willen der Krone in den Provinzen durchsetzen konnten. Dies war sicherlich einer der wichtigsten Fortschritte seiner Herrschaft. Aber es wären ebenso die Gesetzgebungswerke des Königs auf dem Gebiet der Rechtspflege (Code Louis), des Handels, der Schifffahrt und des Sklavenhandels (Code Noir) zu nennen, die zu den großen innen- und wirtschaftspolitischen Leistungen seiner Regierung gezählt werden. Der Code Noir ist eines der vielen Gesetze, die auf Jean-Baptiste Colbert zurückgehen, und ist laut Louis Sala-Molins, Professor für politische Philosophie an der Sorbonne, der monströseste juristische Text der Moderne.
Zu den Schattenseiten seiner Herrschaft gehören zweifellos auch die Repressionen gegenüber den Hugenotten, die beispielhaft für die religiöse Intoleranz der Epoche stehen und in fast ganz Europa auf ähnliche Weise stattgefunden haben. Damals war die 1685 erfolgte Aufhebung des Ediktes von Nantes in Frankreich aber eine der populärsten Entscheidungen seiner Amtszeit.
Der Vorwurf hingegen, Ludwig XIV. hätte sein Land in den Ruin geführt, ist angesichts der historischen Realität unplausibel. Eine wirtschaftliche Stagnation ließ sich in Frankreich nur während des Spanischen Erbfolgekriegs beobachten, als auch die Steuern für Gewerbe, Grundherrn und Kirche ungewöhnlich hoch waren sowie durch diverse Missernten Hungersnöte hinzukamen. Nach dem kräftezehrenden Erbfolgekrieg zeigte sich das Reich der Bourbonen zwar als hoch verschuldet, aber noch immer prosperierend. Die Staatsverschuldung von 1715 resultierte auch nicht aus einem übertriebenen Hang zu höfischen Luxus und Großbauten, sondern war überwiegend die Folge des Spanischen Erbfolgekriegs, der ungeheure finanzielle Anstrengungen nötig gemacht hatte. Zweimal ließ er alles Silber im Land konfiszieren, einschmelzen und prägte daraus Münzen, um seine Armeen bezahlen zu können. Erst mit dem Lawschen Finanzsystem – zwei Jahre nach Ludwigs Tod und ab 1716 – konnte durch die Mississippi-Blase mit dem anschließenden Zusammenbruch der Bank ein Großteil der Staatsschulden abgeschrieben werden.
Die größten Erfolge kann Ludwig im Bereich der Außenpolitik vorweisen. Er hinterließ ein mächtigeres, größeres und auch strategisch abgesichertes Frankreich, das nun endgültig als eine der führenden Seemächte anerkannt war. Abgesichert nicht zuletzt deshalb, weil es ihm in den letzten Jahren seiner Herrschaft gelungen war, die habsburgische Einkreisung für immer zu beenden. Allerdings musste Ludwig dafür lange Kriege führen, deren Kosten die große Masse der Bevölkerung zu tragen hatte. Dennoch waren die Steuern seiner Zeit sicher nicht – wie gern behauptet – ruinös für die Untertanen. Eine beachtliche Leistung nach innen und außen war ebenso die Kunst- und Repräsentationspolitik. Mit deren Hilfe hatte Ludwig quasi eine Hegemonie der französischen Kultur über Europa etablieren können, die sich sogar bis in das 19. Jahrhundert erhalten sollte.
Der „Sonnenkönig“ wurde immer wieder, je nach Epoche und politischer Ausrichtung, höchst unterschiedlich bewertet. So galt er den Republikanern als ein Scheusal der Autokratie und die nationalistischen Deutschen stilisierten ihn zum Raubkönig, der Deutschland im Würgegriff gehalten habe. Tatsächlich lieferte Ludwig durch seine aggressive Expansionspolitik den Deutschnationalen ein Argument für die deutsch-französische Erbfeindschaft. Andere hingegen sehen in ihm einen pflichtbewussten und umsichtigen Monarchen, der bereits Prinzipien der Aufklärung vorwegnahm. In Frankreich wird er bis heute für seine tatkräftige Steigerung der nationalen Größe auch verehrt und zu den mit Abstand bedeutendsten Persönlichkeiten der französischen Geschichte gezählt. Der erste Autor, der ihm eine umfangreiche historische Analyse widmete, war der Philosoph Voltaire.

## Schriften
- Mémoires pour l’instruction du Dauphin (Gedanken zur politischen Erziehung des Thronfolgers): Die politische Autobiografie Ludwigs XIV. entstand ab 1670 und war eigentlich dazu gedacht, den Kronprinzen in die Geheimnisse der Politik einzuführen. Hierin legt der König Rechenschaft über seine ersten Regierungsjahre ab. Das Werk umfasst die Memoiren der Jahre 1661, 1662, 1666, 1667 und 1668, sowie die Betrachtungen über den Herrscherberuf von 1679 und die politischen Ratschläge an seinen Enkel Philipp V. von Spanien aus dem Jahr 1700. Sie stellen nicht nur einen Tatenbericht dar, sondern geben auch einen lebendigen Eindruck von der Weltanschauung und dem Realismus des Monarchen. Am Ende seiner Herrschaft wollte Ludwig XIV. die geheimen Manuskripte im Kamin vernichten, nur das beherzte Eingreifen des Herzogs de Noailles und sein Talent, ihm diese „abzuschwatzen“, retteten sie. Im Jahr 1749 übergab der Herzog die Manuskripte der königlichen Bibliothek.
- Manière de montrer les jardins de Versailles („Art und Weise, die Gärten von Versailles zu besichtigen“): Dieser Führer stellt einen sehr intimen Einblick in das Wesen des Königs dar. Die königlichen Gärten, geschaffen von André Le Nôtre, hatten eine politische Funktion zu erfüllen, ihre Aussage als Instrument des Staates war eindeutig. Ludwig XIV. liebte seine Gärten sehr, weshalb er eigenhändig diese Anweisungen verfasste, mit deren Hilfe es möglich war, die Gärten in ihrer logischen Abfolge zu begehen und so den Kunstgenuss auf das höchste zu steigern. Es sind sechs Versionen bekannt.

## Kinder

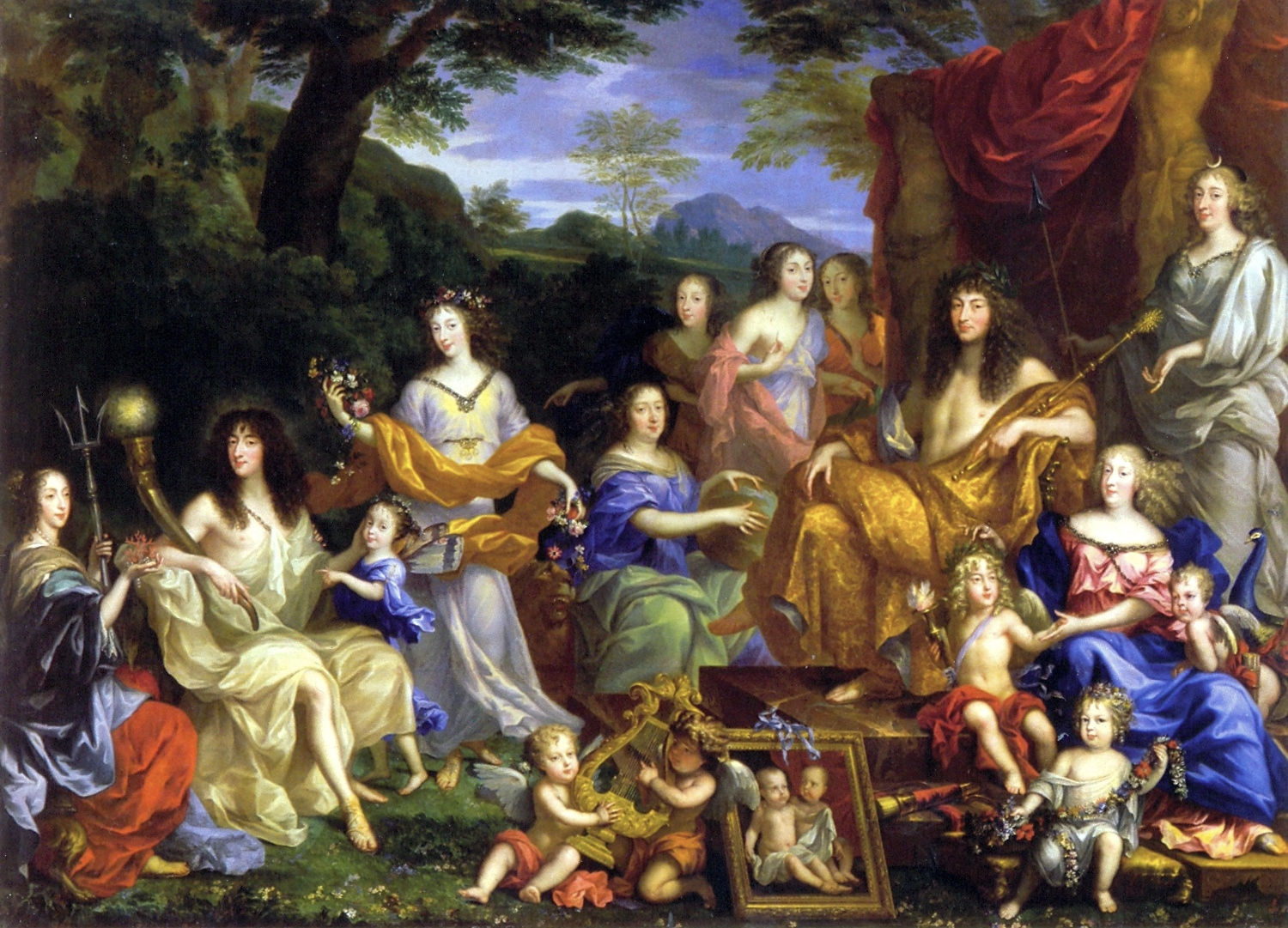
Mythologisches Porträt der königlichen Familie, Gemälde von Jean Nocret (1670; Schloss Versailles)

### Legitime Kinder mit Königin Marie Therese
1. Louis von Frankreich „Grand Dauphin“ (* 1. November 1661; † 14. April 1711)
2. Anne Élisabeth von Frankreich (* 18. November 1662; † 30. Dezember 1662)
3. Marie Anne von Frankreich (* 16. November 1664; † 26. Dezember 1664)
4. Marie Thérèse von Frankreich (* 2. Januar 1667; † 1. März 1672)
5. Philippe Charles von Frankreich (* 11. August 1668; † 10. Juli 1671), Herzog von Anjou (1668–1671)
6. Louis François von Frankreich (* 14. Juni 1672; † 4. November 1672), Herzog von Anjou (1672)

### Illegitime Kinder
Fünf Kinder mit Mademoiselle de La Vallière:
1. Charles de La Baume Le Blanc (* 19. November 1663; † 1665)
2. Philippe de La Baume Le Blanc (* 7. Januar 1665; † 1666)
3. Louis de La Baume Le Blanc (* 1665, † 1666)
4. Marie Anne de Bourbon, mademoiselle de Blois (1666–1739); ⚭ Louis Armand, prince de Conti
5. Louis de Bourbon, comte de Vermandois (* 2. Oktober 1667; † 18. November 1683)

Sechs Kinder mit Madame de Montespan:
1. Louis Auguste de Bourbon, duc du Maine (1670–1736)
2. Louis César de Bourbon, comte de Vexin (1672 – 10. Januar 1683)
3. Louise Françoise de Bourbon, mademoiselle de Nantes (1673–1743); ⚭ Louis de Bourbon, prince de Condé
4. Louise Marie (12. November 1674 – 15. September 1681)
5. Françoise Marie de Bourbon, mademoiselle de Blois (1677–1749); ⚭ Philippe d’Orléans, duc d’Orléans
6. Louis Alexandre de Bourbon, comte de Toulouse (1678–1737)

Ein Kind mit Mademoiselle de Fontanges:
- 1 Sohn (* und † 1679)

## Vorfahren
| Ahnentafel Ludwig XIV.                                    | Ahnentafel Ludwig XIV.                                                                           | Ahnentafel Ludwig XIV.                                                                           | Ahnentafel Ludwig XIV.                                                          | Ahnentafel Ludwig XIV.                                                          | Ahnentafel Ludwig XIV.                                                                    | Ahnentafel Ludwig XIV.                                                                    | Ahnentafel Ludwig XIV.                                                               | Ahnentafel Ludwig XIV.                                                               |
| --------------------------------------------------------- | ------------------------------------------------------------------------------------------------ | ------------------------------------------------------------------------------------------------ | ------------------------------------------------------------------------------- | ------------------------------------------------------------------------------- | ----------------------------------------------------------------------------------------- | ----------------------------------------------------------------------------------------- | ------------------------------------------------------------------------------------ | ------------------------------------------------------------------------------------ |
| Ururgroßeltern                                            | Charles de Bourbon, duc de Vendôme (1489–1537) ⚭ 1513 Françoise d’Alençon (1490–1550)            | König Heinrich II. (Navarra) (1503–1555) ⚭ 1526 Margarete von Navarra (1492–1549)                | Cosimo I. de’ Medici (1519–1574) ⚭ 1539 Eleonora von Toledo (1522–1562)         | Kaiser Ferdinand I. (1503–1564) ⚭ 1521 Anna von Böhmen und Ungarn (1503–1547)   | Kaiser Ferdinand I. (1503–1564) ⚭ 1521 Anna von Böhmen und Ungarn (1503–1547)             | Herzog Albrecht V. (Bayern) (1528–1579) ⚭ 1546 Anna von Österreich (1528–1590)            | Kaiser Karl V. (1500–1558) ⚭ 1526 Isabella von Portugal (1503–1539)                  | Kaiser Maximilian II. (1527–1576) ⚭ 1548 Maria von Spanien (1528–1603)               |
| Urgroßeltern                                              | Antoine de Bourbon, duc de Vendôme (1518–1562) ⚭ 1548 Königin Johanna III. (Navarra) (1528–1572) | Antoine de Bourbon, duc de Vendôme (1518–1562) ⚭ 1548 Königin Johanna III. (Navarra) (1528–1572) | Francesco I. de’ Medici (1541–1587) ⚭ 1565 Johanna von Österreich (1547–1578)   | Francesco I. de’ Medici (1541–1587) ⚭ 1565 Johanna von Österreich (1547–1578)   | Erzherzog Karl II. (Innerösterreich) (1540–1590) ⚭ 1571 Maria Anna von Bayern (1551–1608) | Erzherzog Karl II. (Innerösterreich) (1540–1590) ⚭ 1571 Maria Anna von Bayern (1551–1608) | König Philipp II. (Spanien) (1527–1598) ⚭ 1570 Anna von Österreich (1549–1580)       | König Philipp II. (Spanien) (1527–1598) ⚭ 1570 Anna von Österreich (1549–1580)       |
| Großeltern                                                | König Heinrich IV. (Frankreich) (1553–1610) ⚭ 1600 Maria de’ Medici (1575–1642)                  | König Heinrich IV. (Frankreich) (1553–1610) ⚭ 1600 Maria de’ Medici (1575–1642)                  | König Heinrich IV. (Frankreich) (1553–1610) ⚭ 1600 Maria de’ Medici (1575–1642) | König Heinrich IV. (Frankreich) (1553–1610) ⚭ 1600 Maria de’ Medici (1575–1642) | König Philipp III. (Spanien) (1578–1621) ⚭ 1599 Margarete von Österreich (1584–1611)      | König Philipp III. (Spanien) (1578–1621) ⚭ 1599 Margarete von Österreich (1584–1611)      | König Philipp III. (Spanien) (1578–1621) ⚭ 1599 Margarete von Österreich (1584–1611) | König Philipp III. (Spanien) (1578–1621) ⚭ 1599 Margarete von Österreich (1584–1611) |
| Eltern                                                    | König Ludwig XIII. (1601–1643) ⚭ 1615 Anna von Österreich (1601–1666)                            | König Ludwig XIII. (1601–1643) ⚭ 1615 Anna von Österreich (1601–1666)                            | König Ludwig XIII. (1601–1643) ⚭ 1615 Anna von Österreich (1601–1666)           | König Ludwig XIII. (1601–1643) ⚭ 1615 Anna von Österreich (1601–1666)           | König Ludwig XIII. (1601–1643) ⚭ 1615 Anna von Österreich (1601–1666)                     | König Ludwig XIII. (1601–1643) ⚭ 1615 Anna von Österreich (1601–1666)                     | König Ludwig XIII. (1601–1643) ⚭ 1615 Anna von Österreich (1601–1666)                | König Ludwig XIII. (1601–1643) ⚭ 1615 Anna von Österreich (1601–1666)                |
| Ludwig XIV. (1638–1715), König von Frankreich und Navarra |                                                                                                  |                                                                                                  |                                                                                 |                                                                                 |                                                                                           |                                                                                           |                                                                                      |                                                                                      |

## Darstellung im Film
- Versailles – Könige und Frauen, (Frankreich, Italien) 1954, Hauptdarsteller und Regie: Sacha Guitry
- Liselotte von der Pfalz, (Deutschland) 1966, Darsteller: Hans Caninenberg, Regie: Kurt Hoffmann
- Die Machtergreifung Ludwigs XIV. (Frankreich) 1966, Hauptdarsteller: Jean-Marie Patte, Regie: Roberto Rossellini
- Die Allee des Königs, (L’allée du roi), (Frankreich) 1996, Hauptdarsteller Didier Sandre, Regie: Nina Companeez
- Der Mann in der eisernen Maske, (Vereinigte Staaten, Vereinigtes Königreich, Frankreich) 1998, Hauptdarsteller: Leonardo DiCaprio, Regie: Randall Wallace
- Der König tanzt (Le Roi danse), (Frankreich, Belgien, Deutschland) 2000, Hauptdarsteller: Benoît Magimel, Regie: Gérard Corbiau
- Die Gärtnerin von Versailles, (Vereinigtes Königreich) 2014, Hauptdarsteller & Regie: Alan Rickman
- Der Tod von Ludwig XIV. (Frankreich, Spanien) 2017, Hauptdarsteller Jean-Pierre Léaud, Regie: Albert Serra
- Versailles, Fernsehserie, (Frankreich, Kanada, Vereinigtes Königreich, Vereinigte Staaten) 2015–2017, Hauptdarsteller: George Blagden